# 大槻香奈
大槻 香奈（おおつき かな、1984年2月17日 - ）は、日本の美術作家。イラストレーター。嵯峨美術大学・嵯峨美術短期大学 客員教授。

## 経歴・人物
京都府に生まれる。2006年、成安造形大学イラストレーション領域卒業。フリーの商業イラストレーターとして活動を始める。2007年2月、FM802主催のアーティスト発掘プロジェクト「digmeout」でアーティストとして選出される。これを契機に美術制作をスタートさせ、国内外で作品を発表するようになる。2007年11月より、FM802とりそな銀行のコラボレート企画「RESONART（りそなーと）」第15弾がスタート。大槻のデザインがキャッシュカードなどに採用された。2018年、初の画集『その赤色は少女の瞳』を出版。2021年、大槻が企画した日本独自の精神性を探る本『日本現代うつわ論1』を出版。翌年からシリーズ化され、そのディレクションを担っている。2024年、作品集『ゆめの傷口』を出版。同年、配信プラットフォーム「シラス」にて『大槻香奈の芸術お茶会』チャンネルを開設。同年、半オープンスペース「ゆめしか家」を設立し、芸術イベントや展覧会の企画・運営を行っている。

## 展覧会

### 個展
| 開催期間                                        | タイトル                                        | 会場                                                          | 備考 |
| ----------------------------------------------- | ----------------------------------------------- | ------------------------------------------------------------- | --- |
| 2007年11月7日 - 18日                            | 再生回路                                        | digmeout ART & DINER（大阪）                                  | |
| 2008年12月25日 - 30日                           | わたしの海について                              | 北鎌倉小舎（神奈川）                                          | |
| 2009年2月24日 - 3月1日                          | 生み出す無                                      | The Artcomplex Center of Tokyo（東京）                        | |
| 2010年2月24日 - 3月14日                         | すべてになるそのまえに                          | neutron tokyo（東京）                                         | |
| 2010年11月16日 - 12月5日                        | 雲と石                                          | neutron kyoto（京都）                                         | |
| 2011年10月12日 - 30日                           | 乳白の街                                        | neutron tokyo（東京）                                         | |
| 2012年1月30日 - 2月29日                         | 地平線は羽化する                                | くちばしニュートロン（京都）                                  | 2月25日に石橋圭吾（neutron代表）とのトークイベント開催                                                             |
| 2012年2月1日 - 10日                             | 母なる水平線                                    | 京都嵯峨芸術大学 本部キャンパス クラブボックス（京都）        | 京都嵯峨芸術大学の学生による自主企画展「ONE ROOM '12」にゲスト作家として出展 2月5日に講演会開催                    |
| 2012年10月17日 - 11月4日                        | みんなからのなか                                | neutron tokyo（東京）                                         | |
| 2013年7月17日 - 8月6日                          | みんなからのなか+                               | DMOARTS（大阪）                                               | |
| 2014年1月14日 - 2月9日                          | 生処に帰す                                      | The Artcomplex Center of Tokyo（東京）                        | |
| 2014年10月1日 - 21日                            | りぼん解ける                                    | DMOARTS（大阪）                                               | |
| 2015年7月10日 - 26日                            | 過去から現在まで                                | 京都嵯峨芸術大学（京都）                                      | 7月26日に公開制作                                                                                                  |
| 2015年8月5日 - 25日                             | 空の殻                                          | DMOARTS（大阪）                                               | 8月16日に公開制作                                                                                                  |
| 2015年9月10日 - 28日                            | 大きな家と小さな家                              | Theater Cafe（愛知）                                          | |
| 2015年11月3日 - 29日                            | わたしを忘れないで。                            | The Artcomplex Center of Tokyo（東京）                        | ゲスト作家：丸岡和吾・新見麻紗子                                                                                   |
| 2015年12月19日 - 2016年1月24日                  | おやすみからのおはよう                          | 創治朗（兵庫）                                                | 1月9日にトークイベント、1月24日に「としあけお茶会」開催                                                            |
| 2016年1月26日 - 31日                            | 大槻香奈アーカイブ vol.01「乳白の街」発行記念展 | ondo kagurazaka（東京）                                       | 1月30日にトークイベント＆お茶会+サイン会開催                                                                       |
| 2016年3月22日 - 27日                            | -FACES-                                         | gallery G（広島）                                             | |
| 2016年7月6日 - 17日                             | PUPA                                            | 綠光+marüte gallery（台湾）                                   | |
| 2016年7月10日 - 24日                            | 過去から現在までⅡ                               | 京都嵯峨芸術大学 附属ギャラリー（京都）                       | 7月24日に公開制作                                                                                                  |
| 2016年9月3日 - 26日                             | OKA-ERI                                         | Theater Cafe（愛知）                                          | |
| 2016年11月12日 - 27日                           | 空家と蛹器                                      | 白白庵（東京）                                                | 作品協力：田川亞希・伊豆野一政・星川あすか・田村一・新見麻紗子・KALA mirror work                                   |
| 2016年12月13日 - 28日                           | 神なき世界のおまもり                            | 創治朗（兵庫）                                                | |
| 2017年1月7日 - 29日                             | 家                                              | ゲンロン カオス*ラウンジ 五反田アトリエ（東京）               | |
| 2017年1月31日 - 2月19日                         | 大槻香奈のART MARCH                             | The Artcomplex Center of Tokyo（東京）                        | |
| 2017年3月28日 - 4月2日                          | でたりはいったり                                | gallery G（広島）                                             | |
| 2017年11月3日 - 12月3日                         | 生の断面 / 死の断片                             | The Artcomplex Center of Tokyo（東京）                        | 制作協力：井戸博章（彫刻家）・Asato（アロマテラピスト）                                                            |
| 2017年12月12日 - 27日                           | がたんごとんひるね                              | 創治朗（兵庫）                                                | |
| 2018年3月27日 - 4月1日                          | ちいさく山と住む                                | gallery G（広島）                                             | ゲスト作家：北浦朋恵・じん吉・永井綾・中比良真子・藤川さき                                                         |
| 2018年4月26日 - 5月6日 （東京・大阪の同時開催） | 大槻香奈画集「その赤色は少女の瞳」出版記念展    | ondo STAY&EXHIBITION（東京）                                  | 4月29日に出版記念トークイベント「少女の瞳はなぜ赤いのか -大槻香奈の画集ができるまで-」開催                         |
| 2018年4月26日 - 5月6日 （東京・大阪の同時開催） | 大槻香奈画集「その赤色は少女の瞳」出版記念展    | ondo tosabori（大阪）                                         | 5月5日に出版記念トークイベント「少女時代と少女的時代について」開催                                                 |
| 2018年5月22日 - 6月3日                          | 大槻香奈のART MARCH [画集出版記念展 -絵画編-]   | The Artcomplex Center of Tokyo（東京）                        | |
| 2018年6月9日 - 24日                             | 人形と幽霊                                      | Gallery Yukihira（東京）                                      | 6月9日に下田ひかりとのクロストークイベント開催                                                                     |
| 2018年10月26日 - 11月5日                        | 物語になりきれないものたちへ                    | Theater Cafe（愛知）                                          | |
| 2018年12月8日 - 16日                            | 祝福、ふたたび                                  | 白白庵（東京）                                                | |
| 2019年5月24日 - 6月2日                          | 人形の住む家                                    | 神保町画廊（東京）                                            | 初の写真展 |
| 2019年7月9日 - 14日                             | いびつな星と自由の彼方                          | Gallery TURNAROUND（宮城）                                    | |
| 2019年7月31日 - 8月11日                         | 本が生んだ絵の世界                              | 双子のライオン堂 ギャラリー2544（東京）                       | 8月4日に文月悠光とのトークイベント、8月10日に「アートの読書会」開催                                                |
| 2019年8月16日 - 9月29日                         | 何度目かのお祝い                                | 新竹市鐵道藝術村（台湾）                                      | 会場にて公開制作                                                                                                   |
| 2019年10月16日 - 20日                           | 新竹旅遊日記                                    | ondo tosabori（大阪）                                         | 10月16日に「新竹個展報告会」開催                                                                                   |
| 2019年11月26日 - 12月22日                       | おなじ光、違う空の下                            | The Artcomplex Center of Tokyo（東京）                        | |
| 2020年5月29日 - 6月7日                          | 2020年 東京観光                                 | 神保町画廊（東京）                                            | 写真展 |
| 2020年7月31日 - 8月2日                          | 2020年の夏祭り                                  | maison shintenchi（愛知）                                     | FANBOX感謝祭・名古屋編、会場にて公開制作                                                                           |
| 2020年9月1日 - 20日                             | 誰でもない僕ら 誰でもないまま                   | The Artcomplex Center of Tokyo（東京）                        | |
| 2020年10月17日 - 18日、24日 - 25日              | 大槻香奈 2020年秋・FANBOX感謝祭 -東京編-        | Gallery Yukihira（東京）                                      | 会場にて公開制作                                                                                                   |
| 2020年12月5日 - 14日                            | Daylight                                        | Theater Cafe（愛知）                                          | |
| 2021年1月20日 - 2月1日                          | "STAY HOME"と蛹の時                             | 日本橋三越本店本館6階 MITSUKOSHI CONTEMPORARY GALLERY（東京） | |
| 2021年4月24日 - 5月5日                          | 雲と石 -2021-                                   | 白白庵（東京）                                                | ゲスト作家：木ノ戸久仁子 2021年3月28日にClubhouseにて公開打ち合わせ                                                |
| 2021年7月16日 - 18日                            | 大槻香奈 2021年＊東京＊夏の感謝祭               | Gallery Yukihira（東京）                                      | 会場にて公開制作                                                                                                   |
| 2021年8月31日 - 9月19日                         | かぜとかゆ（風邪と粥）                          | The Artcomplex Center of Tokyo（東京）                        | |
| 2021年11月5日 - 7日                             | 美しいので                                      | ライト商會三条店（京都）                                      | |
| 2022年5月19日 - 23日                            | りぼんで仲良し、そしてさようなら。              | Theater Cafe（愛知）                                          | |
| 2022年6月3日 - 19日                             | ごめんね本当は                                  | 神保町画廊（東京）                                            | |
| 2022年8月12日 - 14日                            | 大槻香奈 2022年＊東京＊夏の感謝祭               | Gallery Yukihira（東京）                                      | 会場にて公開制作                                                                                                   |
| 2022年9月2日 - 19日                             | 街のおばけは帰れない                            | こぐま座α（埼玉）                                             | 会場にて公開制作                                                                                                   |
| 2022年11月8日 - 20日                            | 世界の肌理を                                    | The Artcomplex Center of Tokyo（東京）                        | |
| 2023年1月13日 - 29日                            | 光の中にいる                                    | 神保町画廊（東京）                                            | |
| 2023年2月15日 - 3月2日                          | 青空に星々                                      | 阪神梅田本店8階 ハローカルチャー5（大阪）                     | |
| 2023年3月31日 - 4月2日                          | 大槻香奈 2023年＊東京＊春の感謝祭               | Gallery Yukihira（東京）                                      | 会場にて公開制作                                                                                                   |
| 2023年4月21日 - 24日                            | 夢の中には少女がいて                            | Theater Cafe（愛知）                                          | 4月22日に「ゆめしかお茶会」開催                                                                                    |
| 2023年5月26日 - 6月11日                         | ほんとうの寄り道                                | こぐま座α（埼玉）                                             | 会場にて公開制作                                                                                                   |
| 2023年12月12日 - 24日                           | ラブとへいわ                                    | The Artcomplex Center of Tokyo（東京）                        | |
| 2024年1月17日 - 27日                            | いのりWAVES                                     | 双子のライオン堂（東京）                                      | 1月19日、24日、27日に「あなたの少女と詩を描きます」、1月20日に開催記念トークイベント「本になること、すること」開催 |
| 2024年4月27日 - 5月6日                          | 死んじゃいけない星                              | 白白庵（東京）                                                | 4月27日に「この星の茶会」、石橋圭吾（白白庵主宰）とのライブ配信開催                                                |
| 2024年6月13日 - 24日                            | ずっといい僕らのための                          | Theater Cafe（愛知）                                          | 会場にてライブドローイング                                                                                         |
| 2024年7月19日 - 21日                            | 山の茶室で展示する                              | こぐま座α（埼玉）                                             | 7月19日に休暇村奥武蔵にてワークショップ開催                                                                        |
| 2024年8月2日 - 11日                             | 大槻香奈作品集「ゆめの傷口」出版記念展          | 神保町画廊（東京）                                            | 東京・奈良・名古屋 3都市巡回ツアー                                                                                 |
| 2024年8月23日 - 25日                            | 大槻香奈作品集「ゆめの傷口」出版記念展          | ギャラリー天平ならまち（奈良）                                | 東京・奈良・名古屋 3都市巡回ツアー                                                                                 |
| 2024年9月20日 - 22日                            | 大槻香奈作品集「ゆめの傷口」出版記念展          | maison shintenchi（愛知）                                     | 東京・奈良・名古屋 3都市巡回ツアー                                                                                 |
| 2024年9月14日 - 16日                            | 山の茶室でお絵かき会！                          | こぐま座α（埼玉）                                             | 9月14日 - 16日に「お絵かき会」開催                                                                                 |
| 2025年1月21日 - 2月2日                          | 少女                                            | The Artcomplex Center of Tokyo（東京）                        | |
| 2025年5月15日 - 26日                            | おはよう今日も                                  | Theater Cafe（愛知）                                          | |
| 2025年8月1日 - 11日                             | 遠いゆめを泳ぐ                                  | 神保町画廊（東京）                                            | |

### 大槻香奈実験室
| 開催期間                | タイトル                                           | 会場                    | 備考 |
| ----------------------- | -------------------------------------------------- | ----------------------- | --- |
| 2014年8月15日 - 27日    | 大槻香奈実験室その1「16歳少女ポートレートを描く」  | gallery near（京都）    | |
| 2015年2月12日 - 3月7日  | 大槻香奈実験室その2「かみ解体ドローイング」        | ondo tosabori（大阪）   | かみ解体ドローイング「もしもしお茶会」トークイベント、2月20日に「紙の部」、2月28日に「髪の部」、3月4日に「神の部」開催 |
| 2015年4月29日 - 5月12日 | 大槻香奈実験室その2「かみ解体ドローイング/東京編」 | ondo kagurazaka（東京） | |

### オープンアトリエ
| 開催期間             | タイトル                     | 会場                                   | 備考 |
| -------------------- | ---------------------------- | -------------------------------------- | --- |
| 2016年4月12 - 30日   | 春のオープンアトリエ2016     | ondo tosabori（大阪）                  | 4月16日に「もしもしお茶会」、4月23日に「大槻香奈の作品のつくりかた」トークイベント、4月29日に「もしもし相談室」開催 |
| 2017年5月10日 - 21日 | 春のオープンアトリエ2017     | ondo STAY&EXHIBITION（東京）           | |
| 2018年1月19日 - 21日 | オープンアトリエ・ミニ       | Gallery Yukihira（東京）               | 1月20日に「新年お茶会」開催                                                                                         |
| 2018年3月9日 - 11日  | オープンアトリエ・ミニ       | Gallery Yukihira（東京）               | 3月10日に「春のお茶会」開催                                                                                         |
| 2018年8月24日 - 26日 | オープンアトリエ・ミニ       | Gallery Yukihira（東京）               | ゲスト作家：じん吉 8月25日に「真夏のお茶会」開催                                                                    |
| 2019年1月18日 - 20日 | オープンアトリエ・ミニ       | Gallery Yukihira（東京）               | ゲスト作家：吉田有花 1月19日に「年明けお茶会」開催                                                                  |
| 2019年2月8日 - 11日  | 春のオープンアトリエ2019     | ondo tosabori（大阪）                  | 2月10日に「アトリエお茶休憩」開催                                                                                   |
| 2019年3月8日 - 10日  | オープンアトリエ・ミニ       | Gallery Yukihira（東京）               | 3月9日に「春のお茶会」開催                                                                                          |
| 2019年6月7日 - 9日   | オープンアトリエ・ミニ       | Gallery Yukihira（東京）               | ゲスト作家：北浦朋恵 6月8日に「初夏お茶会」開催                                                                     |
| 2019年9月27日 - 29日 | オープンアトリエ・ミニ       | Gallery Yukihira（東京）               | ゲスト作家：金田涼子 9月28日に「秋のお茶会」開催                                                                    |
| 2020年3月7日 - 8日   | オープンアトリエ・ミニ       | Gallery Yukihira（東京）               | ゲスト作家：藤川さき 3月7日に「春のお茶会」開催                                                                     |
| 2023年7月25日 - 30日 | #大槻オープンアトリエ in ACT | The Artcomplex Center of Tokyo（東京） | ゲスト作家：じん吉・ベロニカ都登                                                                                    |

### グループ展等
| 開催期間                                      | タイトル                                                                  | 会場                                                      | 備考 |
| --------------------------------------------- | ------------------------------------------------------------------------- | --------------------------------------------------------- | --- |
| 2006年1月24日 - 29日                          | 成安造形大学 第10回卒業制作展                                             | 京都市美術館（京都）                                      | 最優秀賞 |
| 2007年3月20日 - 4月8日                        | FUNKY802 digmeout EXHIBITION 2007                                         | minascapes（大阪）                                        | 大槻香奈・西淑・大野彩子・POLKA・小川恵子・前田祐作・こだま美瑠兎・中井良尚・Sacramento boy・なが田よしこ・イフクカズヒコ・岸野真生子・星野勝之・さかぐちあや                         |
| 2007年4月11日 - 18日                          | FUNKY802 digmeout EXHIBITION 2007                                         | 銀座ソニービル8階 OPUS（東京）                            | 大槻香奈・西淑・大野彩子・POLKA・小川恵子・前田祐作・こだま美瑠兎・中井良尚・Sacramento boy・なが田よしこ・イフクカズヒコ・岸野真生子・星野勝之・さかぐちあや                         |
| 2007年9月6日 - 30日                           | digmeout Rides again! 夏の海外展覧会＠ポートランド                        | Compound Gallery（Portland, USA）                         | |
| 2007年10月24日 - 11月4日                      | -オオサカイノセントバラッド- Kazuya Taoka × digmeout all stars exhibition | digmeout ART & DINER（大阪）                              | 田岡和也とのコラボレーション作品 |
| 2009年3月8日                                  | GEISAI#12                                                                 | 東京ビッグサイト東1ホール（東京）                         | 村上隆が主催する現代美術の祭典 |
| 2009年10月1日 - 11月1日                       | 3 Pins On a Map II                                                        | Compound Gallery（Portland, USA）                         | |
| 2009年11月21日 - 23日                         | 東京コンテンポラリーアートフェア2009                                      | 東京美術倶楽部「東美アートフォーラム」（東京）            | ニュートロン東京ギャラリーの作家として、西川茂との二人展 |
| 2010年8月24日 - 9月5日                        | やがて朝がやってきて 昨日沈んだはずの太陽を 今日もまた見ている            | cafe & gallery ecailler -エカイエ-（東京）                | 中村至宏（Calmloop）との二人展 CD作品も販売 |
| 2010年9月1日 - 5日                            | ART Gwangju 2010                                                          | KDJ Convention Center（韓国）                             | ギャラリーneutronより金理有・三尾あすか＆あづちと共に出展 |
| 2010年12月8日 - 26日                          | Home, Sweet, Home                                                         | neutron tokyo（東京）                                     | neutron tokyoによる冬の特別企画展 |
| 2011年4月1日 - 3日                            | 行商 ～ギャラリー・サーカス                                               | Spiral Garden（東京）                                     | アートフェアにて作品展示・販売 |
| 2011年5月12日 - 15日                          | Young Art TAiPEi 2011                                                     | Sunworld Dynasty（台湾）                                  | neutron tokyoギャラリーのブースにて作家の益村千鶴と展示 |
| 2011年7月14日 - 24日                          | OPEN FACTORY                                                              | neutron kyoto（京都）                                     | neutron kyoto開設に伴うオープニングパーティ |
| 2011年7月20日 - 8月14日                       | 来るべき世界                                                              | neutron tokyo（東京）                                     | 2011年3月11日以後に制作された作品のみで構成される、これからの世界へ向けての作家達のメッセージ。売上の一部を義援金として寄付                                                           |
| 2011年8月30日 - 9月11日                       | アートスロープ展                                                          | 西武百貨店渋谷店（東京）                                  | 作品「命の塵」出展 |
| 2011年9月16日 -                               | アート＆デザインショップ                                                  | 西武百貨店渋谷店（東京）                                  | ギフト用の作品を出展 |
| 2011年11月29日 - 12月11日                     | シブヤスタイルvol.5                                                       | 西武渋谷店B館8階 美術画廊・オルタナティブスペース（東京） | 作品「妙濁の果て」展示 |
| 2012年3月14日 - 4月1日                        | microcosmos⇔universe                                                      | neutron tokyo（東京）                                     | 「Kawaii+大賞展」連動企画のグループ展 |
| 2012年3月20日 - 25日                          | Kawaii+大賞展                                                             | Spiral Garden（東京）                                     | 主催者推薦ゲスト作家として参加 3月25日にアーティストトークイベント開催 |
| 2012年4月24日 - 29日                          | 祈らずとも春は来る                                                        | gallery G（広島）                                         | 大槻香奈・永井綾・中村至宏 三人展 |
| 2012年7月28日 - 29日                          |                                                                           | 藤井大丸「くちばしニュートロン」（京都）                  | |
| 2012年9月5日 - 11日                           | 山本冬彦が選ぶ 珠玉の女性アーティスト展                                   | 銀座三越8階 ギャラリー（東京）                            | 1980年以降生まれの女性アーティストたちの新作を集めた展覧会 |
| 2012年10月27日 - 30日                         | ART FAIR「ULTRA005」                                                      | Spiral Garden（東京）                                     | 石橋圭吾氏（neutron）のブースにて、美術作家の酒井龍一、忠田愛と共に作品を発表 |
| 2012年12月4日 - 25日                          | Heartful & Artful ～ 2012年冬・心に届くアートギフト ～                    | 西武渋谷店B館8階 美術画廊＆アートショップ（東京）         | neutronの作家達による期間限定のクリスマスアート・ギフトショップ |
| 2013年4月17日 - 23日                          | 《 ワ タ シ 》と《 セ カ イ 》                                            | 阪急うめだ本店9階 アートステージ（大阪）                  | 4月17日 - 18日に公開制作 |
| 2013年4月27日 - 7月7日                        | Kawaii+大賞展                                                             | 山ノ内町立志賀高原ロマン美術館（長野）                    | |
| 2013年5月10日 - 6月1日                        | 通常展示                                                                  | 白白庵（東京）                                            | |
| 2013年6月21日 - 7月3日                        | TAKE OUT ART! -アートを"お持ち帰り"する小作品展-                          | gallery near（京都）                                      | |
| 2013年7月20日 - 21日                          | ART OSAKA 2013                                                            | ホテルグランヴィア大阪（大阪）                            | |
| 2013年8月3日 - 11日                           | いつかまた会える夏に                                                      | 北鎌倉小舎（神奈川）                                      | 武井裕之・大槻香奈 二人展 |
| 2013年8月21日 - 9月1日                        | 武井裕之 小個展「海の音が聞こえる」                                       | 神保町画廊（東京）                                        | コラボレーション参加 |
| 2013年9月7日 - 23日                           | 「SPARKLING SEPTEMBER ! 」～ うつりゆくもの ～                            | 白白庵（東京）                                            | 伊吹拓・大槻香奈・苫米地正樹・岡井翼・原泰介 五人展 |
| 2013年10月25日 - 11月13日                     | 言葉のうまれる前に                                                        | gallery near（京都）                                      | 中村至宏・下田ひかり・大槻香奈 三人展 |
| 2014年3月4日 - 9日                            | 滅んでゆく、朝焼け、いつか                                                | gallery G（広島）                                         | 大槻香奈・中村至宏・永井綾 三人展 |
| 2014年4月18日 - 20日                          | Young Art Taipei 2014                                                     | Regent Taipei 12&14F（台湾）                              | DMOARTSブースより参加 |
| 2014年4月22日 - 5月4日                        | ACT小品展2014                                                             | The Artcomplex Center of Tokyo（東京）                    | 大グループ展 |
| 2014年6月20日 - 7月2日                        | TAKE OUT ART! -アートを"お持ち帰り"する小作品展-                          | gallery near（京都）                                      | 6月21日に佐竹龍蔵とのトークイベント「アートを買うこと。アートを売ること。」開催 |
| 2014年8月1日 - 13日                           | 滅んでゆく、朝焼け、いつか                                                | gallery near（京都）                                      | 大槻香奈・中村至宏・永井綾 + 弓葉（ゲスト作家） |
| 2014年12月2日 - 14日                          | 2014年の風景画展                                                          | The Artcomplex Center of Tokyo（東京）                    | Ayako Ono・げみ・大槻香奈・永井綾・中村至宏・浅川慎一郎 |
| 2015年1月14日 - 2月1日                        | 下田ひかり個展「やがてゼロに至る黙示録」                                  | The Artcomplex Center of Tokyo（東京）                    | ゲスト出展 |
| 2015年3月24日 - 29日                          | みる景色、みえる景色                                                      | gallery G（広島）                                         | 大槻香奈・中比良真子・中村至宏 三人展 |
| 2015年4月17日 - 19日                          | 少女の器                                                                  | 浄土宗大本山 増上寺（東京）                               | 武井裕之（写真）・大槻香奈（絵画）・新見麻紗子（陶芸）の三人展 |
| 2015年4月24日 - 26日                          | Young Art Taipei 2015                                                     | 台北 シェラトンホテル9階（台湾）                          | |
| 2015年6月6日 - 17日                           | ずっと遠くの、今ここで                                                    | ギャラリー点（石川）                                      | 大槻香奈・中村至宏 二人展 |
| 2015年11月17日 - 22日                         | 2015年の風景画展                                                          | The Artcomplex Center of Tokyo（東京）                    | Ayako Ono・大槻香奈・中村至宏・げみ・浅川慎一郎・中比良真子 |
| 2016年4月20日 - 5月10日                       | -5th Anniversary Exhibition- The BEST of DMOARTS 2016                     | DMOARTS（大阪）                                           | 大槻香奈・神田ゆみこ・chiaki kohara・中比良真子・中村muchoよしてる・猫将軍・松本美緒・宮島亜希                                                                                        |
| 2016年5月21日 - 29日                          | 肖像の再生                                                                | 白白庵（東京）                                            | 大槻香奈・金理有・海野貴彦・MIKA TAMORI・海野由佳 |
| 2016年6月18日 - 7月10日                       | to be 様々なる意匠 or not to be 様々なる意匠                              | 創治朗（兵庫）                                            | 西ノ田・海野由佳・中山いくみ・竹村寬来・大槻香奈・松井コーヘー・大澤悠・イセ川ヤスタカ・仲順れい・潤inoue.・萩岡美知子・藤村幹・升田学・石野平四郎・神野翼                            |
| 2016年7月5日 - 17日                           | YS invitation                                                             | The Artcomplex Center of Tokyo（東京）                    | |
| 2016年9月6日                                  | ハジメタル ナイト～SUPER SOLO 2 レコ発ライブ〜                            | 月見ル君想フ（東京）                                      | 作品展示参加＆金子理江をフィーチャリングした新曲CDジャケットを担当 |
| 2016年11月29日 - 12月11日                     | 2016年の風景画展                                                          | The Artcomplex Center of Tokyo（東京）                    | 大槻香奈・中比良真子・げみ・浅川慎一郎・Ayako Ono・agoera |
| 2016年12月14日 - 25日                         | Artistic Christmas vol.Ⅹ - MIRAI -                                        | 新宿タカシマヤ10階 美術画廊（東京）                       | 井上裕起・大槻香奈・岡村智晴・小川宣之・北川宏人・金理有・小松宏誠・澁谷忠臣・住吉明子・田村吉康・土屋仁応・豊海健太・永島千裕・松浦浩之・松岡ミチヒロ・峰岡正裕・COPPERS早川・KROUD  |
| 2017年2月14日 - 27日                          | ひなまつり＊展2017                                                        | ondo tosabori（大阪）                                     | 大槻香奈・北浦朋恵・じん吉・はまぐちさくらこ・巻田はるか・吉田有花 |
| 2017年4月25日 - 5月7日                        | ACT小品展2017                                                             | The Artcomplex Center of Tokyo（東京）                    | 大グループ展 |
| 2017年6月3日 - 14日                           | 創治朗#2                                                                  | 創治朗（兵庫）                                            | 名もなき実昌・サワダモコ・大槻香奈・Ayako Ono |
| 2017年8月5日 - 13日                           | アートコンプレックスセンター10周年記念展                                  | The Artcomplex Center of Tokyo（東京）                    | 大グループ展 |
| 2017年8月11日 - 9月2日                        | 揺らぎの中のせいとし展                                                    | 創治朗（兵庫）                                            | Ayako Ono・中村至宏・大槻香奈・hima://KAWAGOE・きりさき・吉田有花 |
| 2017年8月19日 - 26日                          | あたらしい家                                                              | 嵯峨美術大学 附属ギャラリー（京都）                       | 2017年7月23日にサガビ生有志と公開制作 大槻香奈・サガビ生有志10人 |
| 2017年9月21日 - 26日                          | 家と石 - 依代の在処 -                                                     | 白白庵（東京）                                            | 大槻香奈・木ノ戸久仁子 二人展 |
| 2017年12月15日 - 24日                         | X'mas ACT ARTIST EXHIBITION                                               | The Artcomplex Center of Tokyo（東京）                    | 大グループ展 |
| 2018年2月16日 - 25日 （東京・大阪の同時開催） | ひなまつり＊展2018                                                        | ondo STAY&EXHIBITION（東京）                              | 井田千秋・大槻香奈・北浦朋恵・ふなかわ・巻田はるか・吉田有花 2月24日にトークタイム開催                                                                                                |
| 2018年2月16日 - 25日 （東京・大阪の同時開催） | ひなまつり＊展2018                                                        | ondo tosabori（大阪）                                     | 大槻香奈・じん吉・ふなかわ・中比良真子・藤川さき・巻田はるか 2月17日にトークタイム開催                                                                                                |
| 2018年4月24日 - 5月6日                        | ACT小品展2018                                                             | The Artcomplex Center of Tokyo（東京）                    | 大グループ展 |
| 2018年9月16日 - 23日                          | 山の神と私達                                                              | 嵯峨美術大学 附属ギャラリー（京都）                       | 2018年7月22日にサガビ生有志と公開制作 大槻香奈・サガビ生有志11人 |
| 2018年9月28日 - 30日                          | 神戸アートマルシェ2018                                                    | 神戸メリケンパークオリエンタルホテル（兵庫）              | 白白庵ブースより作品出展 |
| 2018年11月13日 - 18日                         | 2018年の風景画展                                                          | The Artcomplex Center of Tokyo（東京）                    | Ayako Ono・巻田はるか・藤川さき・大槻香奈・待井健一・鳶田ハジメ |
| 2018年12月7日 - 16日                          | 年またぎ作品展「2018→19展」                                               | The Artcomplex Center of Tokyo（東京）                    | 大グループ展 |
| 2019年1月8日 - 20日                           | 年またぎ作品展「2018→19展」                                               | The Artcomplex Center of Tokyo（東京）                    | 大グループ展 |
| 2019年2月15日 - 24日                          | ひなまつり＊展2019                                                        | ondo STAY&EXHIBITION（東京）                              | 大槻香奈・Keiko Ogawa・金田涼子・きりさき・北浦朋恵・藤川さき 2月16日にトークタイム開催                                                                                               |
| 2019年4月23日 - 5月5日                        | ACT小品展2019                                                             | The Artcomplex Center of Tokyo（東京）                    | 大グループ展 |
| 2019年9月29日 - 10月5日                       | 日本の祭り                                                                | 嵯峨美術大学 附属ギャラリー（京都）                       | 2019年7月21日にサガビ生有志と公開制作 大槻香奈・サガビ生有志9人・ゲスト作家：たま・睦月ムンク・ある紗・じん吉・吉田有花                                                               |
| 2019年10月4日 - 6日、11日、13日 - 14日        | 作者不詳展                                                                | shuuue（東京）                                            | キュレーション展 |
| 2020年1月8日 - 19日                           | 2020 年明け作品展                                                         | The Artcomplex Center of Tokyo（東京）                    | 大グループ展 |
| 2020年1月30日 - 2月9日                        | ひなまつり＊展2020                                                        | ondo tosabori（大阪）                                     | 大槻香奈・金田涼子・北浦朋恵・じん吉・NOVI.・藤川さき |
| 2020年2月14日 - 24日                          | ひなまつり＊展2020                                                        | ondo STAY&EXHIBITION（東京）                              | 大槻香奈・金田涼子・北浦朋恵・じん吉・NOVI.・藤川さき |
| 2020年4月28日 - 5月10日                       | ACT小品展2020                                                             | The Artcomplex Center of Tokyo（東京）                    | オンライン展 |
| 2020年6月9日 - 27日                           | ACT小品展2020                                                             | The Artcomplex Center of Tokyo（東京）                    | 大グループ展 |
| 2021年1月8日 - 17日                           | 2021 新春展                                                               | The Artcomplex Center of Tokyo（東京）                    | 大グループ展 |
| 2021年2月6日 - 21日                           | 2021年の雛祭り                                                            | shuuue（東京）                                            | 池田はるか・大槻香奈・金田涼子・北浦朋恵・薬指ささく・じん吉・NOVI.・藤川さき |
| 2021年4月27日 - 5月9日                        | ACT小品展2021                                                             | The Artcomplex Center of Tokyo（東京）                    | 大グループ展 |
| 2021年10月2日 - 11日                          | 祀画 PART II                                                              | 白白庵（東京）                                            | 足田メロウ・伊豆野一政・いちかわともこ・池田孝友・大槻香奈・海野貴彦・かのうたかお・神戸博喜・谷口和正・フクモ陶器                                                                    |
| 2021年11月6日 - 24日                          | 預見・未来                                                                | Fun & Fashion Art Space（中国）                           | FASトレンドアートスペースオープニング展 |
| 2022年1月7日 - 16日                           | ACT15周年記念 新春小品展                                                  | The Artcomplex Center of Tokyo（東京）                    | 大グループ展 |
| 2022年2月15日 - 20日                          | 青に秘める展 その三                                                       | The Artcomplex Center of Tokyo（東京）                    | 特別招待作家として参加 |
| 2022年3月15日 - 27日                          | あしたのゆめしか展 - 夢しか見れないゆめしかちゃんは今どこにいる？ -       | The Artcomplex Center of Tokyo（東京）                    | Ayako Ono・池田はるか・大槻香奈・木ノ戸久仁子・じん吉・NOVI.・森屋たいと |
| 2022年4月8日 - 24日                           | もうひとつのまほろば                                                      | 神保町画廊（東京）                                        | 大槻香奈・たま・珠かな子・七菜乃・村田兼一 4月9日に作家5人によるオンライン配信トークイベント開催                                                                                      |
| 2022年4月26日 - 5月8日                        | ACT小品展2022                                                             | The Artcomplex Center of Tokyo（東京）                    | 大グループ展 |
| 2022年7月7日 - 17日                           | ACT15周年記念展                                                           | The Artcomplex Center of Tokyo（東京）                    | 大グループ展 |
| 2022年7月16日 - 24日                          | 祀画 III                                                                  | 白白庵（東京）                                            | 足田メロウ・三尾あすか＆あづち・伊豆野一政・いちかわともこ・大槻香奈・海野貴彦・梶浦聖子・神戸博喜・薦田梓・酒井龍一・佐藤早苗・シマカミリッカ・前川多仁・行千草                      |
| 2022年10月4日 - 16日                          | “Strong # Kawaii”                                                         | MEDEL GALLERY SHU（東京）                                 | 大槻香奈・小田望楓・瀧澤美希・完戸小百合・100年 |
| 2022年10月15日 - 23日                         | 『日本現代うつわ論1』発刊記念展 UTSUWA                                    | 白白庵（東京）                                            | 池田はるか・伊豆野一政・大槻香奈・北浦朋恵・近未来・たま・Naganeo/・七菜乃 10月15日に石橋圭吾（白白庵主宰）とのトークイベント「ゆめしか読書会DX」、10月16日に「誰でも相談お茶会」開催 |
| 2022年11月5日 - 20日                          | Gallery Yukihira 5th Anniversary Exhibition                               | Gallery Yukihira（東京）                                  | AyakoOno・飯塚純・植田陽貴・大槻香奈・大橋麻里子・岡田将・桶本理麗・金田涼子・北沢美樹・斉木駿介・中野由紀子・中比良真子・藤川さき・水谷栄希・宮川慶子                                |
| 2023年4月25日 - 5月7日                        | ACT小品展2023                                                             | The Artcomplex Center of Tokyo（東京）                    | 大グループ展 |
| 2023年4月28日 - 5月1日                        | Beijing Contemporary Art Expo REUNION                                     | 全国農業展覧館11号館（中国）                              | 北京コンテンポラリーアートエキスポ |
| 2023年9月1日 - 3日                            | 秘密をつくろう                                                            | コトブキヤ駅南店（大分）                                  | 大槻香奈・木ノ戸久仁子・近未来 三人展 |
| 2023年9月16日 - 24日                          | 木ノ戸久仁子 個展「いつかの石器時代」                                     | 白白庵（東京）                                            | 作品出展、「稀晶石茶会」亭主 |
| 2023年9月29日 - 10月1日                       | 陽だまりに集う                                                            | ライト商會三条店（京都）                                  | 池田はるか・大槻香奈・近未来・七菜乃・村田兼一・TEACHA（紅茶・ハーブティー専門店） |
| 2023年10月13日 - 22日                         | 陽だまりに集う・東京展                                                    | 神保町画廊（東京）                                        | 池田はるか・大槻香奈・近未来・七菜乃・村田兼一・TEACHA（紅茶・ハーブティー専門店） |
| 2023年10月13日 - 22日                         | STA ALL-Stars                                                             | 奇想會（台湾）                                            | 日本人アーティストグループ展 |
| 2023年11月3日 - 17日                          | AFTERGLOW                                                                 | ZtoryTeller Gallery（香港）                               | 日本グループ展 |
| 2024年1月5日 - 14日                           | 新春小品展2024                                                            | The Artcomplex Center of Tokyo（東京）                    | 大グループ展 |
| 2024年5月7日 - 12日                           | ギャルと自然                                                              | The Artcomplex Center of Tokyo（東京）                    | エース明・大槻香奈・木ノ戸久仁子・薬指ささく・藤川さき・ベロニカ都登 |
| 2024年8月29日 - 9月8日                        | 1980-89s - 80年代うまれの作家の展覧会 -                                   | The Artcomplex Center of Tokyo（東京）                    | 1980年代生まれの作家によるグループ展 |
| 2024年10月4日 - 20日                          | もうひとつのまほろば～百代の過客編                                        | 神保町画廊（東京）                                        | 大槻香奈・たま・珠かな子・七菜乃・村田兼一 |
| 2024年11月29日 - 12月1日                      | まだ帰らない旅                                                            | 文ヶ学（大分）                                            | 江間ミク・大槻香奈・木ノ戸久仁子 三人展 |
| 2025年3月27日 - 4月6日                        | YS invitation                                                             | The Artcomplex Center of Tokyo（東京）                    | 式田譲 名誉館長 特別企画 |
| 2025年4月19日 - 27日                          | 山田尚俊 大和花道 家元継承披露記念展「すきこそものの」                    | 白白庵（東京）                                            | 作品出展 |
| 2025年5月3日 - 6日                            | WHAT CAFE EXHIBITION vol.41：ON PAPER：Art and Print Market               | WHAT CAFE（東京）                                         | Gallery Yukihiraブースより作品出展 |
| 2025年6月18日 - 23日                          | ILLUSTRATORS EXPO                                                         | 阪神梅田本店8階 催事場（大阪）                            | 「イラストレーター」をクローズアップした企画展 |
| 2025年8月15日 - 17日                          | ILLUSTRATORS EXPO 東京展                                                  | ワールド北青山ビル2F（東京）                              | 「イラストレーター」をクローズアップした企画展 |
| 2025年9月9日 - 14日                           | おひめさま展                                                              | The Artcomplex Center of Tokyo（東京）                    | Ayako Ono・エース明・大槻香奈・かのうあすか・北浦朋恵・薬指ささく・珠かな子 |

## 画集・作品集
- 『その赤色は少女の瞳』河出書房新社、2018年4月27日。ISBN 978-4-309-25589-7。

| 作品No.  | 制作年 | タイトル                                 | 種別               | 備考                                                                     |
| -------- | ------ | ---------------------------------------- | ------------------ | ------------------------------------------------------------------------ |
| 1        | 2007年 | inappropriate purification               | 絵画               | 作家デビューのきっかけとなった作品                                       |
| 2        | 2008年 | この地に生まれて                         | 絵画               | 名梁和泉 著「マガイの子」の装画に採用                                    |
| 3        | 2009年 | sunday girl in silence                   | イラストレーション | KAREN 2ndアルバム「sunday girl in silence」のジャケット画                |
| 4        | 2009年 | やめて下さい。お母さん                   | 絵画               |                                                                          |
| 5        | 2010年 | あたらしい音                             | 絵画               |                                                                          |
| 6        | 2010年 | うすら灯                                 | 絵画               | 双子のライオン堂「しししし」の装画に採用                                 |
| 7        | 2010年 | それまでの或る日                         | 絵画               |                                                                          |
| 8        | 2010年 | 砂に囁き                                 | 絵画               |                                                                          |
| 9        | 2010年 | 昼間に宿る                               | 絵画               |                                                                          |
| 10       | 2010年 | まり                                     | 絵画               |                                                                          |
| 11       | 2010年 | 移ろいの休日                             | 絵画               |                                                                          |
| 12       | 2010年 | 月と似た幻惑                             | 絵画               |                                                                          |
| 13       | 2010年 | 子午線と吹かれし                         | 絵画               |                                                                          |
| 14       | 2010年 | 冬山                                     | 絵画               |                                                                          |
| 15       | 2010年 | 波                                       | 絵画               |                                                                          |
| 16       | 2010年 | 白い消滅+                                | 絵画               |                                                                          |
| 17       | 2010年 | 薄暮                                     | 絵画               |                                                                          |
| 18       | 2011年 | プログラム                               | 絵画               |                                                                          |
| 19       | 2011年 | 通信                                     | 絵画               |                                                                          |
| 20       | 2011年 | 観察                                     | 絵画               |                                                                          |
| 21       | 2011年 | 幽花                                     | 絵画               |                                                                          |
| 22       | 2011年 | 白執                                     | 絵画               |                                                                          |
| 23       | 2011年 | 蠢く芽                                   | 絵画               |                                                                          |
| 24       | 2011年 | かんたん世界                             | 絵画               |                                                                          |
| 25       | 2011年 | ときとし                                 | 絵画               |                                                                          |
| 26       | 2011年 | みひとつ                                 | 絵画               |                                                                          |
| 27       | 2011年 | 遠き虹を夢む                             | 絵画               |                                                                          |
| 28       | 2011年 | 妙濁の果て                               | 絵画               | 長沢樹 著「幻痛は鏡の中を交錯する希望」の装画に採用                      |
| 29       | 2012年 | ゆるす                                   | 絵画               |                                                                          |
| 30       | 2012年 | 刻                                       | 絵画               |                                                                          |
| 31       | 2012年 | ずっといい                               | 絵画               |                                                                          |
| 32       | 2012年 | 祝福の壁                                 | 絵画               |                                                                          |
| 33       | 2012年 | 誕生日                                   | 絵画               |                                                                          |
| 34       | 2013年 | 暗黒女子                                 | イラストレーション | 秋吉理香子 著「暗黒女子」の装画                                          |
| 35       | 2013年 | クリュセの魚                             | イラストレーション | 東浩紀 著「クリュセの魚」の装画                                          |
| 36       | 2013年 | 平成マシンガンズ                         | イラストレーション | 三並夏 著「平成マシンガンズ」の装画                                      |
| 37       | 2013年 | 向かい風で飛べ!                          | イラストレーション | 乾ルカ 著「向かい風で飛べ!」の装画                                       |
| 38       | 2014年 | 放課後に死者は戻る                       | イラストレーション | 秋吉理香子 著「放課後に死者は戻る」の装画                                |
| 39       | 2015年 | 女王はかえらない                         | イラストレーション | 降田天 著「女王はかえらない」の装画                                      |
| 40       | 2014年 | そろそろ目覚め                           | 絵画               |                                                                          |
| 41       | 2013年 | なみだす                                 | 絵画               |                                                                          |
| 42       | 2014年 | 羽音                                     | 絵画               |                                                                          |
| 43       | 2014年 | 誇り                                     | 絵画               |                                                                          |
| 44       | 2014年 | 瞳                                       | 絵画               |                                                                          |
| 45       | 2015年 | あかり                                   | 絵画               | 宮崎誉子 著「水田マリのわだかまり」の装画に採用                          |
| 46       | 2014年 | ゆめしか                                 | 絵画               |                                                                          |
| 47       | 2015年 | 進化の日                                 | 絵画               | 最果タヒ 著「グッドモーニング」の装画に採用                              |
| 48       | 2015年 | 素顔                                     | 絵画               |                                                                          |
| 49       | 2015年 | 風紡ぐ                                   | 絵画               |                                                                          |
| 50       | 2015年 | 絡む風                                   | 絵画               |                                                                          |
| 51       | 2015年 | 揺る瞳                                   | 絵画               |                                                                          |
| 52       | 2015年 | 描く星                                   | 絵画               |                                                                          |
| 53       | 2015年 | 佇む星                                   | 絵画               |                                                                          |
| 54       | 2015年 | 忘れないで                               | 絵画               |                                                                          |
| 55       | 2015年 | あさ                                     | 絵画               |                                                                          |
| 56       | 2015年 | ほし3                                    | 絵画               |                                                                          |
| 57       | 2015年 | うつくしい夢                             | 絵画               |                                                                          |
| 58       | 2015年 | 空の家09                                 | フォトドローイング |                                                                          |
| 59       | 2015年 | 空の家18                                 | フォトドローイング |                                                                          |
| 60       | 2015年 | 空の家23                                 | フォトドローイング |                                                                          |
| 61       | 2015年 | 空の家24                                 | フォトドローイング |                                                                          |
| 62       | 2015年 | 空の家25                                 | フォトドローイング |                                                                          |
| 63       | 2015年 | 空の家41                                 | フォトドローイング |                                                                          |
| 64       | 2015年 | 空の家42                                 | フォトドローイング |                                                                          |
| 65       | 2015年 | 空の家43                                 | フォトドローイング |                                                                          |
| 66       | 2015年 | 空の家46                                 | フォトドローイング |                                                                          |
| 67       | 2015年 | 空の家48                                 | フォトドローイング |                                                                          |
| 68       | 2015年 | 空の家50                                 | フォトドローイング |                                                                          |
| 69       | 2015年 | 空の家53                                 | フォトドローイング |                                                                          |
| 70       | 2015年 | これでいい                               | 絵画               |                                                                          |
| 71       | 2015年 | 空の殻                                   | 絵画               |                                                                          |
| 72       | 2015年 | 空を掴む                                 | 絵画               |                                                                          |
| 73       | 2015年 | 再製回路                                 | 絵画               | 双子のライオン堂「草獅子」の装画に採用                                   |
| 74       | 2015年 | 赤い殻                                   | 絵画               |                                                                          |
| 75       | 2016年 | おとづれ                                 | 絵画               | 上北健 ミニアルバム「ブルータウン」MVに作品制作を撮影                    |
| 76       | 2016年 | 朝と夜の間、きれい                       | 絵画               |                                                                          |
| 77       | 2016年 | 16才だから                               | 絵画               |                                                                          |
| 78       | 2016年 | なに考えてる                             | 絵画               |                                                                          |
| 79       | 2016年 | なんて言った?                            | 絵画               |                                                                          |
| 80       | 2017年 | 風や気配や                               | 絵画               |                                                                          |
| 81       | 2017年 | 肌の中の線                               | 絵画               |                                                                          |
| 82       | 2016年 | Taichung-01                              | 絵画               |                                                                          |
| 83       | 2016年 | 山                                       | 絵画               |                                                                          |
| 84       | 2016年 | 白い器                                   | 絵画               |                                                                          |
| 85       | 2015年 | ダンスナンバー 時をかける少女            | イラストレーション | 三浦直之監督 映画「ダンスナンバー 時をかける少女」DVDジャケット画        |
| 86       | 2017年 | リンゴみたいな兔                         | 絵画               |                                                                          |
| 87       | 2017年 | 花の絵                                   | 絵画               |                                                                          |
| 88       | 2016年 | 空の集結                                 | 絵画               |                                                                          |
| 89       | 2017年 | 空気に線                                 | 絵画               |                                                                          |
| 90       | 2017年 | 宿                                       | 絵画               |                                                                          |
| 91       | 2017年 | 意思を持つ器                             | 絵画               |                                                                          |
| 92       | 2017年 | 心の在処                                 | 絵画               |                                                                          |
| 93       | 2017年 | むかしからのいえいえ                     | 絵画               |                                                                          |
| 94       | 2016年 | 家03                                     | 絵画               | 双子のライオン堂「しししし2」の装画に採用                                |
| 95       | 2016年 | 家07                                     | 絵画               |                                                                          |
| 96       | 2017年 | 家15                                     | 絵画               |                                                                          |
| 97       | 2017年 | 家18                                     | 絵画               |                                                                          |
| 98       | 2017年 | 呼吸する家                               | 絵画               |                                                                          |
| 99       | 2017年 | 呼吸する箱                               | 絵画               |                                                                          |
| 100      | 2017年 | 私の知らない、時の流れ                   | 絵画               |                                                                          |
| 101      | 2017年 | 結び切り繋ぐ                             | 絵画               |                                                                          |
| 102      | 2017年 | 知と地                                   | 絵画               |                                                                          |
| 103      | 2017年 | 気配の行方                               | 絵画               |                                                                          |
| 104      | 2017年 | 整列19                                   | 絵画               |                                                                          |
| 105      | 2017年 | 整列21                                   | 絵画               |                                                                          |
| 106      | 2017年 | 線と線のあいだ                           | 絵画               |                                                                          |
| 107      | 2017年 | 波の中                                   | 絵画               |                                                                          |
| 108      | 2012年 | 10人のよるのさなぎ                       | 絵画               |                                                                          |
| 109      | 2015年 | 半分、その片側                           | 絵画               |                                                                          |
| 110      | 2016年 | さくら                                   | 絵画               |                                                                          |
| 111      | 2017年 | 彼女はもどらない                         | イラストレーション | 降田天 著「彼女はもどらない」の装画                                      |
| 112      | 2015年 | S.N.S                                    | イラストレーション | 藤岡みなみ&ザ・モローンズ 2ndミニアルバム「S.N.S」のジャケット画         |
| 113      | 2016年 | What a Wonderful World Line Tour 2016    | イラストレーション | fhána「What a Wonderful World Line Tour 2016」ライブツアーパンフレット画 |
| 114      | 2017年 | Looking for the World Atlas Tour 2017    | イラストレーション | fhána「Looking for the World Atlas Tour 2017」ライブツアーパンフレット画 |
| 115      | 2016年 | 星へ行く船シリーズ1 星へ行く船           | イラストレーション | 新井素子 著「星へ行く船シリーズ1 星へ行く船」の装画                      |
| 116      | 2016年 | 星へ行く船シリーズ2 通りすがりのレイディ | イラストレーション | 新井素子 著「星へ行く船シリーズ2 通りすがりのレイディ」の装画            |
| 117      | 2016年 | 星へ行く船シリーズ3 カレンダー・ガール   | イラストレーション | 新井素子 著「星へ行く船シリーズ3 カレンダー・ガール」の装画              |
| 118      | 2017年 | 星へ行く船シリーズ4 逆恨みのネメシス     | イラストレーション | 新井素子 著「星へ行く船シリーズ4 逆恨みのネメシス」の装画                |
| 119      | 2017年 | 星へ行く船シリーズ5 そして、星へ行く船   | イラストレーション | 新井素子 著「星へ行く船シリーズ5 そして、星へ行く船」の装画              |
| 120      | 2017年 | いつもの真昼間                           | 絵画               |                                                                          |
| 121      | 2017年 | つきむす                                 | 絵画               |                                                                          |
| 122      | 2017年 | 座                                       | 絵画               |                                                                          |
| 123      | 2017年 | 赤髪のまま                               | 絵画               |                                                                          |
| 124      | 2017年 | 彼女の色に届くまで                       | イラストレーション | 似鳥鶏 著「彼女の色に届くまで」の装画                                    |
| 125      | 2017年 | 他に好きな人がいるから                   | イラストレーション | 白河三兎 著「他に好きな人がいるから」の装画                              |
| 126      | 2017年 | 無情の神が舞い降りる                     | イラストレーション | 志賀泉 著「無情の神が舞い降りる」の装画                                  |
| 127      | 2008年 | 10 years later                           | 絵画               | 唯一の自画像                                                             |
| カバー画 | 2018年 | その赤色は少女の瞳                       | 絵画               | 表紙作品                                                                 |

- 『ゆめの傷口』アトリエサード、2024年8月6日。ISBN 978-4-88375-529-5。

| 作品No. | 制作年        | タイトル                  | 種別               | 備考                                                            |
| ------- | ------------- | ------------------------- | ------------------ | --------------------------------------------------------------- |
| 01      | 2007年        | Transparent eyes          | 絵画               |                                                                 |
| 02      | 2007年        | 儚げの母                  | 絵画               |                                                                 |
| 03      | 2010年        | 昼間に宿る                | 絵画               |                                                                 |
| 04      | 2009年        | 命の塵                    | 絵画               |                                                                 |
| 05      | 2010年        | 冬の海に                  | 絵画               |                                                                 |
| 06      | 2010年        | 廻                        | 絵画               |                                                                 |
| 07      | 2011年        | 遠き虹を夢む              | 絵画               |                                                                 |
| 08      | 2011年        | みひとつ                  | 絵画               |                                                                 |
| 09      | 2012年        | 月の器                    | 絵画               |                                                                 |
| 10      | 2011年        | かげのほし                | 絵画               |                                                                 |
| 11      | 2011年        | 妙濁の果て                | 絵画               | 長沢樹 著「幻痛は鏡の中を交錯する希望」の装画に採用             |
| 12      | 2021年        | 世界の内側                | 絵画               |                                                                 |
| 13      | 2012年        | カラの中で                | 絵画               |                                                                 |
| 14      | 2012年        | ハネ                      | 絵画               |                                                                 |
| 15      | 2012年        | 終日                      | 絵画               |                                                                 |
| 16      | 2012年        | 光り                      | 絵画               |                                                                 |
| 17      | 2012年        | 証明                      | 絵画               |                                                                 |
| 18      | 2014年        | ゆめしか                  | 絵画               |                                                                 |
| 19      | 2012年        | 蛹化のあと                | 絵画               |                                                                 |
| 20      | 2014年        | 畏れ                      | 絵画               |                                                                 |
| 21      | 2015年        | 空の家31                  | フォトドローイング |                                                                 |
| 22      | 2015年        | 空の家32                  | フォトドローイング |                                                                 |
| 23      | 2015年        | 形を探す                  | 絵画               |                                                                 |
| 24      | 2015年        | 再製回路                  | 絵画               | 双子のライオン堂「草獅子」の装画に採用                          |
| 25      | 2015年        | 透明だった                | 絵画               |                                                                 |
| 26      | 2015年        | 星になりたい              | 絵画               |                                                                 |
| 27      | 2016年        | からこいる                | 絵画               |                                                                 |
| 28      | 2016年        | 整列03                    | 絵画               |                                                                 |
| 29      | 2016年        | 整列18                    | 絵画               |                                                                 |
| 30      | 2021年        | 家の光                    | 絵画               |                                                                 |
| 31      | 2016 - 2021年 | 整列07                    | 絵画               |                                                                 |
| 32      | 2016年        | 氷                        | 絵画               |                                                                 |
| 33      | 2016年        | 蛹から見る                | 絵画               |                                                                 |
| 34      | 2018年        | しろし花                  | 絵画               |                                                                 |
| 35      | 2018年        | ふたばな                  | 絵画               |                                                                 |
| 36      | 2018年        | 忘れられなくてもいい      | 絵画               |                                                                 |
| 37      | 2019年        | よきふゆ                  | 絵画               |                                                                 |
| 38      | 2019年        | 人形感謝祭                | 絵画               |                                                                 |
| 39      | 2019年        | はじめてのお日様          | 絵画               |                                                                 |
| 40      | 2019年        | 自由の彼方                | 絵画               |                                                                 |
| 41      | 2019年        | かざり                    | 絵画               |                                                                 |
| 42      | 2020年        | “STAY HOME”メモリーズ     | 絵画               |                                                                 |
| 43      | 2020年        | 部屋を纏う                | 絵画               |                                                                 |
| 44      | 2020年        | 暇を描く                  | 絵画               |                                                                 |
| 45      | 2021年        | ただまれにある            | 絵画               |                                                                 |
| 46      | 2021年        | たぶん知ってる            | 絵画               |                                                                 |
| 47      | 2021年        | 光つめこむ                | 絵画               |                                                                 |
| 48      | 2021年        | 羽ばたく練習              | 絵画               |                                                                 |
| 49      | 2021年        | 水の入ったコップ          | 絵画               |                                                                 |
| 50      | 2022年        | すぐかえるから            | 絵画               |                                                                 |
| 51      | 2021年        | HALLELUJAH                | イラストレーション | lasah 3rdアルバム「MOTHER」収録曲「HALLELUJAH」MVのアートワーク |
| 52      | 2022年        | 季節に落とし物            | 絵画               |                                                                 |
| 53      | 2023年        | おおきい星                | 絵画               |                                                                 |
| 54      | 2021年        | 星                        | 絵画               |                                                                 |
| 55      | 2022年        | 日々せつな                | 絵画               |                                                                 |
| 56      | 2023年        | 光の輪                    | 絵画               |                                                                 |
| 57      | 2022年        | ぜんぶそう                | 絵画               |                                                                 |
| 58      | 2022年        | 晴れの日                  | 絵画               |                                                                 |
| 59      | 2023年        | 心に自由                  | 絵画               |                                                                 |
| 60      | 2022年        | 見えないけれど            | 絵画               | ゆめしか出版「日本現代うつわ論2」の装画                         |
| 61      | 2023年        | いただきます ごちそうさま | 絵画               |                                                                 |
| 62      | 2023年        | ずっと覚えてる            | 絵画               |                                                                 |
| 63      | 2023年        | きこえるほうへ            | 絵画               |                                                                 |
| 64      | 2023年        | きらきらをのせて          | 絵画               | 双子のライオン堂「しししし5」の装画に採用                       |
| 65      | 2023年        | そうよぼくらは            | 絵画               |                                                                 |
| 66      | 2023年        | KUTSUROGI                 | 絵画               |                                                                 |
| 67      | 2023年        | ひかりを解く              | 絵画               |                                                                 |
| 68      | 2023年        | 今日も良いいちにち        | 絵画               |                                                                 |
| 69      | 2023年        | また明日ね                | 絵画               |                                                                 |
| 70      | 2022年        | 生まれてから              | 絵画               |                                                                 |
| 71      | 2023年        | 舌の上で転がる            | 絵画               |                                                                 |
| 72      | 2023年        | いのりWAVE003             | 絵画               |                                                                 |
| 73      | 2024年        | 現象的存在                | 絵画               |                                                                 |
| 74      | 2024年        | 壊れてない星              | 絵画               |                                                                 |
| 75      | 2024年        | 光あるのは                | 絵画               |                                                                 |
| 76      | 2024年        | 波の中にいる              | 絵画               |                                                                 |
| 77      | 2024年        | 死んじゃいけない星        | 絵画               |                                                                 |
| 78      | 2023年        | いのりWAVE                | 絵画               |                                                                 |
| 装画    | 2024年        | ゆめの傷口                | 絵画               | 表紙作品                                                        |

## 主な担当作品

### 書籍
| 発売日         | 作者             | タイトル                                           | 出版社                         | 種別   | 内容           | 備考                                                          |
| -------------- | ---------------- | -------------------------------------------------- | ------------------------------ | ------ | -------------- | ------------------------------------------------------------- |
| 2007年7月31日  | 平山瑞穂         | 株式会社ハピネス計画                               | 小学館                         | 単行本 | 表紙挿画       |                                                               |
| 2007年8月20日  | 岡力             | アホと呼ばれた80's                                 | エンタイトル出版               | 単行本 | 表紙イラスト   |                                                               |
| 2007年9月      | 井上尚登         | 厨房ガール!                                        | 角川書店                       | 単行本 | 挿画           |                                                               |
| 2008年1月16日  | maha             | ランウェイ☆ビート                                  | 宝島社                         | 単行本 | 挿画           | 頁中にもカラー作品一点掲載                                    |
| 2009年1月30日  | 南綾子           | ベイビィ、ワンモアタイム                           | 角川グループパブリッシング     | 単行本 | 挿画           |                                                               |
| 2012年3月13日  | 両角長彦         | ラガド 煉獄の教室                                  | 光文社                         | 文庫本 | 表紙           |                                                               |
| 2012年10月5日  | 最果タヒ         | 空が分裂する                                       | 講談社                         | 単行本 | 挿絵           | マンガ家・イラストレーターなど計20名が挿絵で参加              |
| 2013年6月19日  | 秋吉理香子       | 暗黒女子                                           | 双葉社                         | 単行本 | 装幀画         |                                                               |
| 2013年8月27日  | 東浩紀           | クリュセの魚                                       | 河出書房新社                   | 単行本 | 装幀画         |                                                               |
| 2013年10月8日  | 三並夏           | 平成マシンガンズ                                   | 河出書房新社                   | 文庫本 | 装幀画         |                                                               |
| 2013年11月22日 | 三津田信三       | 禍家                                               | 角川書店                       | 文庫本 | 装幀画         | 角川ホラー文庫                                                |
| 2013年12月9日  | 乾ルカ           | 向かい風で飛べ!                                    | 中央公論新社                   | 単行本 | 装幀画         |                                                               |
| 2014年3月1日   | 福谷修           | 鳴く女                                             | ティー・オーエンタテインメント | 単行本 | 装幀画         |                                                               |
| 2014年11月     | ほしおさなえ     | 詩集「空にかける橋」                               | 個人出版                       | 単行本 | 装画           | 2013年作品「都市の底に沈む02」                                |
| 2014年11月19日 | 秋吉理香子       | 放課後に死者は戻る                                 | 双葉社                         | 単行本 | 装幀画         |                                                               |
| 2015年1月8日   | 降田天           | 女王はかえらない                                   | 宝島社                         | 単行本 | 装幀画         |                                                               |
| 2015年2月25日  | 最果タヒ         | かわいいだけじゃない私たちの、かわいいだけの平凡。 | 講談社                         | 単行本 | 装幀画         |                                                               |
| 2015年4月9日   | 小林泰三         | 幸せスイッチ                                       | 光文社                         | 文庫本 | 装画           |                                                               |
| 2015年6月5日   | パトリック・ネス | まだなにかある（上）（下）                         | 辰巳出版                       | 単行本 | 装幀画         |                                                               |
| 2016年2月24日  | 長沢樹           | 幻痛は鏡の中を交錯する希望                         | 中央公論新社                   | 単行本 | 装幀画         | 2011年作品「妙濁の果て」                                      |
| 2016年9月16日  | 新井素子         | 星へ行く船シリーズ1 星へ行く船                     | 出版芸術社                     | 単行本 | 装画           |                                                               |
| 2016年9月16日  | 新井素子         | 星へ行く船シリーズ2 通りすがりのレイディ           | 出版芸術社                     | 単行本 | 装画           |                                                               |
| 2016年9月30日  | 名梁和泉         | マガイの子                                         | KADOKAWA                       | 単行本 | 装画           | 2008年作品「この地に生まれて」                                |
| 2016年11月18日 | 新井素子         | 星へ行く船シリーズ3 カレンダー・ガール             | 出版芸術社                     | 単行本 | 装画           |                                                               |
| 2016年11月23日 | 双子のライオン堂 | 草獅子                                             | 双子のライオン堂               | 単行本 | 装幀画         | 2015年作品「再製回路」                                        |
| 2016年12月16日 | 櫛木理宇         | 209号室には知らない子供がいる                      | KADOKAWA                       | 単行本 | 装画           |                                                               |
| 2017年1月28日  | 最果タヒ         | グッドモーニング                                   | 新潮社                         | 文庫本 | 装画           | 2015年作品「進化の日」                                        |
| 2017年1月31日  | 新井素子         | 星へ行く船シリーズ4 逆恨みのネメシス               | 出版芸術社                     | 単行本 | 装画           |                                                               |
| 2017年2月24日  | 志賀泉           | 無情の神が舞い降りる                               | 筑摩書房                       | 単行本 | 装画           |                                                               |
| 2017年3月24日  | 新井素子         | 星へ行く船シリーズ5 そして、星へ行く船             | 出版芸術社                     | 単行本 | 装画           |                                                               |
| 2017年3月29日  | 似鳥鶏           | 彼女の色に届くまで                                 | KADOKAWA                       | 単行本 | 装画           |                                                               |
| 2017年5月12日  | 村上裕           | 孤独な世界の歩き方                                 | イースト・プレス               | 単行本 | 装画           |                                                               |
| 2017年7月6日   | 降田天           | 彼女はもどらない                                   | 宝島社                         | 単行本 | 装画           |                                                               |
| 2017年10月11日 | 白河三兎         | 他に好きな人がいるから                             | 祥伝社                         | 単行本 | 装画           |                                                               |
| 2017年11月25日 | 三津田信三       | 凶宅                                               | KADOKAWA                       | 文庫本 | 装画           | 角川ホラー文庫                                                |
| 2017年11月25日 | 竹本健治         | クレシェンド                                       | KADOKAWA                       | 文庫本 | 装画           |                                                               |
| 2017年12月31日 | 双子のライオン堂 | しししし                                           | 双子のライオン堂               | 単行本 | 装画           | 2010年作品「うすら灯」                                        |
| 2018年2月27日  | 宮崎誉子         | 水田マリのわだかまり                               | 新潮社                         | 単行本 | 装画           | 2015年作品「あかり」                                          |
| 2019年1月25日  | 双子のライオン堂 | しししし2                                          | 双子のライオン堂               | 単行本 | 装画、随筆     | 2016年作品「家03」                                            |
| 2019年5月20日  | 新井素子         | 星へ行く船シリーズ6 星から来た船 上                | 出版芸術社                     | 単行本 | 装画           |                                                               |
| 2019年6月19日  | 新井素子         | 星へ行く船シリーズ7 星から来た船 中                | 出版芸術社                     | 単行本 | 装画           |                                                               |
| 2019年7月17日  | 新井素子         | 星へ行く船シリーズ8 星から来た船 下                | 出版芸術社                     | 単行本 | 装画           |                                                               |
| 2020年4月27日  | 双子のライオン堂 | しししし3                                          | 双子のライオン堂               | 単行本 | 装画、創作日録 | 2019年作品「空-04」                                           |
| 2020年11月21日 | 三津田信三       | 魔邸                                               | KADOKAWA                       | 文庫本 | 装画           | 角川ホラー文庫                                                |
| 2021年11月23日 | ゆめしか出版     | 日本現代うつわ論1                                  | ゆめしか出版                   | 単行本 | 装画、本文     | 大槻香奈企画サークルによる同人誌 2021年作品「家の夢」         |
| 2021年11月23日 | 双子のライオン堂 | しししし4                                          | 双子のライオン堂               | 単行本 | 装画           | 2015年作品「ゆめしかちゃんミニ」                              |
| 2022年11月20日 | ゆめしか出版     | 日本現代うつわ論2                                  | ゆめしか出版                   | 単行本 | 装画、本文     | 大槻香奈企画サークルによる同人誌 2022年作品「見えないけれど」 |
| 2023年11月6日  | ゆめしか出版     | 日本現代うつわ論3                                  | ゆめしか出版                   | 単行本 | 装画、本文     | 大槻香奈企画サークルによる同人誌 2023年作品「お喋りのあと」   |
| 2023年11月11日 | 双子のライオン堂 | しししし5                                          | 双子のライオン堂               | 単行本 | 装画           | 2023年作品「きらきらをのせて」                                |
| 2024年12月30日 | ゆめしか出版     | 日本現代うつわ論4                                  | ゆめしか出版                   | 単行本 | 装画、本文     | 大槻香奈企画サークルによる同人誌 2024年作品「ほんとうの戦い」 |

### 雑誌・新聞等
| 発売日         | 雑誌名                         | 出版社           | 内容                                         | 備考       |
| -------------- | ------------------------------ | ---------------- | -------------------------------------------- | ---------- |
| 2003年4月1日   | これから出る本 2003年4月上期号 | 日本書籍出版協会 | 表紙イラスト                                 | 応募入賞作 |
| 2007年7月12日  | 野性時代 第45号                | 角川書店         | 恒川光太郎「幻は夜に成長する」挿画           |            |
| 2008年12月11日 | メフィスト 2009年1月号         | 講談社           | 辻村深月「トーキョー語り」挿絵               |            |
| 2009年12月9日  | 別冊少年マガジン 2010年1月号   | 講談社           | 最果タヒ「空が分裂する」「水曜日」の詩に挿絵 |            |
| 2014年11月1日  | yom yom 2014年12月号           | 新潮社           | 櫛木理宇「FEED」挿絵                         |            |
| 2015年1月10日  | 文芸カドカワ 2015年2月号       | 角川書店         | 一肇「黙視論」扉絵                           |            |
| 2015年8月1日   | yom yom 2015年9月号            | 新潮社           | 櫛木理宇「FEED」挿絵                         |            |
| 2016年3月9日   | 読売新聞夕刊                   | 読売新聞         | pop styleにて最果タヒ特集 挿絵担当           |            |

### CD・DVDジャケット
| 発売日         | アーティスト                     | タイトル                                    | 備考                                             |
| -------------- | -------------------------------- | ------------------------------------------- | ------------------------------------------------ |
| 2006年12月29日 | V.A.                             | CORE-O-RAMA                                 |                                                  |
| 2007年8月15日  | V.A.                             | CORE-O-RAMA Vol.2                           |                                                  |
| 2009年8月26日  | KAREN                            | sunday girl in silence                      | 表1絵、ブックレット内写真                        |
| 2011年6月12日  | whoo                             | 世界のはじまり                              | 全面アートワーク Vocaloid Master 16にて頒布開始  |
| 2013年4月24日  | kuh                              | MUSiK Anatomia                              |                                                  |
| 2013年4月27日  | lasah                            | INNOCENCE                                   |                                                  |
| 2013年9月4日   | ハジメタル                       | Super Solo - EP                             | 配信のみ                                         |
| 2014年5月14日  | lasah                            | "I LOVE YOU,"                               |                                                  |
| 2015年7月29日  | 藤岡みなみ&ザ・モローンズ        | S.N.S                                       |                                                  |
| 2015年8月13日  | 三浦直之監督                     | ダンスナンバー 時をかける少女               | 映画DVD                                          |
| 2015年8月26日  | ハジメタル                       | SUPER SOLO 2                                |                                                  |
| 2015年11月11日 | 8m                               | in the dew                                  | 中村至宏との合作によるイラストレーション         |
| 2016年6月8日   | サカモトアユム＆ザ・ジュラシック | S☆CAPE                                      |                                                  |
| 2016年9月14日  | lasah × sasakure.UK              | CLOCKWORK ALPHA                             |                                                  |
| 2018年9月14日  | lasah                            | MOTHER                                      |                                                  |
| 2022年6月3日   | lasah                            | HALLELUJAH                                  | アルバム「MOTHER」収録曲のアートワーク           |
| 2024年12月25日 | AZKi                             | 夢屑ケーキ                                  | 配信のみ                                         |
| 2025年8月26日  | ハジメタル                       | Decade, maybe I' ll be with you in the city | 2016年開催「ハジメタル ナイト」展示作品 配信のみ |

## 作品・グッズ販売
| 日                             | 内容 | 場所                                                     | 備考 |
| ------------------------------ | --- | -------------------------------------------------------- | --- |
| 2007年11月1日                  | キャッシュカードの券面デザインに採用 | りそな銀行                                               | RESONART（りそなーと）カード第15弾 |
| 2007年11月17日 - 18日          | 作品、グッズ | 東京ビッグサイト（東京）                                 | デザインフェスタVol.26にて販売 |
| 2007年12月5日 - 25日           | 作品、グッズ | digmeout ART & DINER（大阪）                             | digmeout XMAS ART FAIRにて販売 |
| 2007年12月28日 - 2008年1月14日 | カレンダー | digmeout ART & DINER（大阪）                             | FM802 2008カレンダーアート展にて販売 |
| 2008年2月                      | ドローイング作品販売開始 | 'Rillfu shop                                             | ネット販売 |
| 2008年11月8日 - 9日            | 作品、グッズ | 東京ビッグサイト（東京）                                 | デザインフェスタVol.28にて販売 |
| 2008年12月25日 - 30日          | わたしの海について・詩画集 | 北鎌倉小舎（神奈川）                                     | 個展「わたしの海について」にて販売 |
| 2009年4月                      | オリジナル名刺の制作開始 | 'Rillfu shop                                             | ネット販売 |
| 2009年5月17日                  | グッズ | 東京ビッグサイト（東京）                                 | デザインフェスタVol.29にて販売 |
| 2009年6月20日                  | オリジナルヘルメットペイント制作開始 | 'Rillfu shop                                             | ネット販売 |
| 2009年8月12日                  | 待ち受け画像配信開始 | 待受★ジャム                                              | 待ち受け画像ダウンロードサイト |
| 2010年2月24日 - 3月14日        | すべてになるそのまえに・詩画集 | neutron tokyo（東京）                                    | 個展「すべてになるそのまえに」にて販売 |
| 2010年7月                      | Tシャツ販売開始 | 'Rillfu shop                                             | ネット販売 |
| 2010年10月                     | クレジットカードの券面デザインに採用 | EPOS CARD                                                | |
| 2010年11月16日 - 12月5日       | neutron artist prints / collector's box | neutron kyoto（京都）                                    | 個展「雲と石」にて販売 「昼間に宿る」「まり」「白い消滅＋」「母の知らない言葉による遺伝子の行方」の4作品1セット                                                                      |
| 2011年3月11日                  | OHTSUKI Kana vol.2 / collector's box | neuronサイトからの通販                                   | ジークレープリント＆アクリルマウント4枚組（内容証明書付 / 限定50セット） 1：「月と似た幻惑」2010年 2：「世前」2010年 3：「やめて下さい。お母さん」2009年 4：「ささやきに捧ぐ」2010年 |
| 2011年9月                      | 作品販売 | くちばしニュートロン（京都）                             | 京都藤井大丸にオープンしたアートショップにて作品展示・販売 |
| 2011年9月                      | グッズ販売開始 | DESIGN GARDEN                                            | ネット販売 |
| 2012年1月13日 - 23日           | セラカップ | 西武渋谷店・A館1階「Shibuya Style Art Shop」             | 本人デザイン |
| 2012年4月                      | オリジナルグッズ販売開始 | visualog                                                 | ネット販売 |
| 2012年8月                      | オリジナルグッズ販売開始 | CINRA.STORE                                              | ネット販売 |
| 2012年8月20日 - 9月2日         | iPhoneケース | 六本木ヒルズA/Dストア（東京）                            | visualogより出店 |
| 2013年7月                      | さなぎちゃんトート | CINRA.STORE                                              | ネット販売 |
| 2013年7月17日 - 8月6日         | 「みんなからのなか」ポストカードセット | DMOARTS（大阪）                                          | 個展「みんなからのなか+」にて販売 |
| 2013年8月3日 - 11日            | 「いつかまた会える夏に」ポストカードセット | 北鎌倉小舎（神奈川）                                     | 武井裕之・大槻香奈 二人展「いつかまた会える夏に」にて販売 |
| 2014年1月28日                  | テキスタイルパネル、マグカップ | CINRA.STORE                                              | ネット販売 |
| 2014年4月                      | 肖像画サービス | Web連載空間「ぽこぽこ」                                  | Webを通じ、漫画家・美術作家に肖像画を依頼出来るサービス |
| 2014年5月                      | lasah 2ndアルバム『"I LOVE YOU,"』ジャケットイラストiPhoneケース | CINRA.STORE                                              | ネット販売 |
| 2014年5月5日                   | 「みんなからのなか」「生処に帰す」大判ポストカードセット | 東京ビッグサイト（東京）                                 | COMITIA108にて販売 |
| 2014年7月                      | 140字小説活版カード・少女は鳥になりました | ネット販売（7月6日 京都・恵文社 文芸部イベントにて販売） | ほしおさなえ×大槻香奈×九ポ堂のコラボレーション作品 |
| 2015年2月4日 - 10日            | テキスタイルグッズ | うめだスーク（大阪）                                     | 「スークなアートフェス winter×DMOARTS」にて販売 |
| 2015年8月5日 - 11日            | 作品 | うめだスーク（大阪）                                     | 「スークなアートフェス×DMOARTS」にて販売 |
| 2015年8月5日 - 11日            | テキスタイルグッズ | 阪急うめだ本店（大阪）                                   | 「ondo SUMMER POP UP SHOP」にて販売 |
| 2015年8月24日 - 9月17日        | 作品、グッズ | 有楽町ロフト（東京）                                     | 「SHOP digmeout」にて販売 |
| 2015年11月3日                  | 大槻香奈アーカイブ vol.01「乳白の街」 | The Artcomplex Center of Tokyo（東京）                   | 個展「わたしを忘れないで。」にて先行販売 |
| 2015年11月3日                  | 大槻香奈アーカイブ vol.01「乳白の街」 | ondo online store                                        | ネット販売、1000部限定 |
| 2016年5月10日                  | 大槻香奈 春のオープンアトリエ -2016-｜記録片｜ | ondo online store                                        | ネット販売、250部限定 |
| 2017年6月21日                  | 大槻香奈 春のオープンアトリエ -2017-｜記録片｜ | ondo online store                                        | ネット販売、250部限定 |
| 2017年11月3日                  | 大槻香奈アーカイブ vol.02「みんなからのなか」 | The Artcomplex Center of Tokyo（東京）                   | 個展「生の断面 / 死の断片」にて先行販売 |
| 2017年11月3日                  | 大槻香奈アーカイブ vol.02「みんなからのなか」 | ondo online store                                        | ネット販売、1000部発行（300部限定パッケージ） |
| 2018年1月19日 - 21日           | 「昼間に宿る」「月と似た幻惑」タペストリー、「素顔」「揺る瞳」「描く星」ポストカード | Gallery Yukihira（東京）                                 | 「オープンアトリエ・ミニ」にて販売 |
| 2018年3月30日                  | OPEN ATELIER mini at Gallery Yukihira - 18.1/19～21 ARCHIVE BOOK | gallery G（広島）                                        | 個展「ちいさく山と住む 」にて先行販売 |
| 2018年3月30日                  | OPEN ATELIER mini at Gallery Yukihira - 18.1/19～21 ARCHIVE BOOK | 'Rillfu store                                            | ネット販売 |
| 2018年8月24日                  | OPEN ATELIER mini at Gallery Yukihira - 18.3/9～11 ARCHIVE BOOK | Gallery Yukihira（東京）                                 | 「オープンアトリエ・ミニ」にて先行販売 |
| 2018年8月24日                  | OPEN ATELIER mini at Gallery Yukihira - 18.3/9～11 ARCHIVE BOOK | 'Rillfu store                                            | ネット販売 |
| 2018年10月 - 2022年6月         | iPhoneケース、スマホケース、ポーチ、トートバッグ、ジグソーパズル、スウェット、マグカップ、Tシャツ、モバイルバッテリー、アクリルブロック、サコッシュ、アクリルキーホルダー、スマホ写真集、リングノート、パーカー、ロングスリーブTシャツ、名刺入れ、レディースTシャツ | BOOTH                                                    | ネット販売 |
| 2018年11月12日                 | OPEN ATELIER mini at Gallery Yukihira - 18.8/24～26 ARCHIVE BOOK | The Artcomplex Center of Tokyo（東京）                   | 「2018年の風景画展」、じん吉個展「ぼくらの明日がくるまで」にて先行販売 |
| 2018年11月12日                 | OPEN ATELIER mini at Gallery Yukihira - 18.8/24～26 ARCHIVE BOOK | JINKICHI ONLINE SHOP                                     | ネット販売 |
| 2019年1月18日 - 20日           | ゆめしかちゃんプリクラ | Gallery Yukihira（東京）                                 | 「オープンアトリエ・ミニ」にて販売 |
| 2019年4月8日                   | 大槻香奈 春のオープンアトリエ -2019-｜記録片｜ | ondo online store                                        | 「春のオープンアトリエ2019」にて先行予約受付 ネット販売、200部限定、「制作の断片」付                                                                                                 |
| 2019年5月4日                   | OPEN ATELIER mini at Gallery Yukihira - 19.1/18～20 ARCHIVE BOOK | SUNABAギャラリー（大阪）                                 | 吉田有花＋ある紗 二人展「区区」にて先行販売 |
| 2019年5月4日                   | OPEN ATELIER mini at Gallery Yukihira - 19.1/18～20 ARCHIVE BOOK | 吉田屋                                                   | ネット販売 |
| 2019年7月31日 - 8月11日        | 「昼間に宿る-11」「昼間に宿る-12」「昼間に宿る-13」「祝福ふたたび-31」「祝福ふたたび-32」ポストカード | 双子のライオン堂 ギャラリー2544（東京）                  | 個展「本が生んだ絵の世界」にて販売 |
| 2019年9月27日 - 9月29日        | 「昼間に宿る-03」「昼間に宿る-09」「昼間に宿る-14」「昼間に宿る-15」「祝福ふたたび-17」「新竹旅遊日記」ポストカード | Gallery Yukihira（東京）                                 | 「オープンアトリエ・ミニ」にて販売 |
| 2019年11月26日                 | 大槻香奈アーカイブ vol.03「生処に帰す」 | The Artcomplex Center of Tokyo（東京）                   | 個展「おなじ光、違う空の下」にて先行販売 |
| 2019年11月26日                 | 大槻香奈アーカイブ vol.03「生処に帰す」 | ondo online store                                        | ネット販売、500部限定 |
| 2019年11月26日 - 12月22日      | 「イタリア 空の旅」ポストカード | The Artcomplex Center of Tokyo（東京）                   | 個展「おなじ光、違う空の下」にて販売 |
| 2019年11月27日                 | OPEN ATELIER mini at Gallery Yukihira - 19.3/8～10 ARCHIVE BOOK | The Artcomplex Center of Tokyo（東京）                   | 個展「おなじ光、違う空の下」にて先行販売 |
| 2020年2月4日 - 16日            | ドローイング作品 | The Artcomplex Center of Tokyo（東京）                   | 「ART SHOP」にて販売 |
| 2020年5月2日                   | 大槻香奈が描く「この状況下」の世界 | PAKUPAKUAN.SHOP                                          | ネット作品販売 |
| 2020年5月29日 - 6月7日         | 「感 2020」「保 2020」「息 2020」「密 2020」「散 2020」「風 2020」ポストカード | 神保町画廊（東京）                                       | 個展「2020年 東京観光」にて販売 |
| 2020年8月25日 - 10月10日       | 作品 | The Artcomplex Center of Tokyo（東京）                   | 「POP UP SHOP」にて販売 |
| 2020年9月1日                   | OPEN ATELIER mini at Gallery Yukihira - 19.6/7～9 ARCHIVE BOOK | The Artcomplex Center of Tokyo（東京）                   | 個展「誰でもない僕ら 誰でもないまま」にて先行販売 |
| 2020年11月29日                 | 作品、グッズ、私物 | 長亭GALLERY（東京）                                      | アーティストによるフリーマーケット「AFRi」にて販売 |
| 2021年3月16日 - 21日           | 作品 | The Artcomplex Center of Tokyo（東京）                   | 「EXTRA ART」にて販売 |
| 2021年3月                      | ゆめしかちゃんスタンプ | LINE                                                     | クリエイターズスタンプ |
| 2021年4月24日                  | OPEN ATELIER mini at Gallery Yukihira - 19.9/27～29 ARCHIVE BOOK | 白白庵（東京）                                           | 個展「雲と石 -2021-」にて販売 |
| 2021年4月24日                  | OPEN ATELIER mini at Gallery Yukihira - 19.9/27～29 ARCHIVE BOOK | PAKUPAKUAN.SHOP                                          | ネット販売 |
| 2021年7月16日 - 18日           | そうしてまだ終わらない今日・詩画集 | Gallery Yukihira（東京）                                 | 個展「大槻香奈 2021年＊東京＊夏の感謝祭」にて販売 |
| 2021年11月23日                 | 日本現代うつわ論1 | 東京流通センター第一展示場（東京）                       | 「第三十三回文学フリマ東京」にて先行販売 |
| 2021年11月25日                 | 日本現代うつわ論1 | ゆめしか出版                                             | ネット販売 |
| 2022年1月16日                  | 日本現代うつわ論1 | 京都市勧業館第二展示場（京都）                           | 「第六回文学フリマ京都」にて販売 |
| 2022年5月19日 - 23日           | 「真夏の睡眠」ポストカードセット | Theater Cafe（愛知）                                     | 個展「りぼんで仲良し、そしてさようなら。」にて販売 |
| 2022年8月12日 - 14日           | 「季節に落とし物」ポストカードセット | Gallery Yukihira（東京）                                 | 個展「大槻香奈 2022年＊東京＊夏の感謝祭」にて販売 |
| 2022年9月2日 - 19日            | 秩父ご当地ゆめしかクッキー | こぐま座α（埼玉）                                        | 個展「街のおばけは帰れない」にて販売 |
| 2022年11月8日 - 13日           | 「春になるとサンタは消える」「終わりなき日々の出口を教えて」スマホ小説 | The Artcomplex Center of Tokyo（東京）                   | じん吉個展「そのへんで生きていく」にて販売 |
| 2022年11月20日                 | 日本現代うつわ論2 | The Artcomplex Center of Tokyo（東京）                   | 個展「世界の肌理を」にて限定販売 |
| 2022年11月23日                 | 日本現代うつわ論2 | ゆめしか出版                                             | ネット販売 |
| 2023年5月21日                  | 日本現代うつわ論2 | 東京流通センター第二展示場Fホール（東京）                | 「文学フリマ東京36」にて販売 |
| 2023年1月13日 - 29日           | 「青い呼吸」ポストカードセット | 神保町画廊（東京）                                       | 個展「光の中にいる」にて販売 |
| 2023年2月15日 - 3月2日         | アクリルマウント作品 | 阪神梅田本店（大阪）                                     | 個展「空に星々」にて販売 |
| 2023年4月21日 - 24日           | 「ゆめしかいし」懐紙、ステッカー、クリアファイル | Theater Cafe（愛知）                                     | 個展「夢の中には少女がいて」にて販売 |
| 2023年8月1日 - 31日            | 作品、グッズ、「りぼんの結び目」作品集 | ラフォーレ原宿（東京）                                   | 「愛と狂気のマーケット」にて販売 |
| 2023年11月11日                 | 日本現代うつわ論3 | 東京流通センター第二展示場Fホール（東京）                | 「文学フリマ東京37」にて販売 |
| 2023年11月13日                 | 日本現代うつわ論3 | ゆめしか出版                                             | ネット販売 |
| 2024年1月14日                  | 日本現代うつわ論3 | 京都市勧業館第二展示場（京都）                           | 「文学フリマ京都8」にて販売 |
| 2024年2月1日 - 29日            | 作品、グッズ | ラフォーレ原宿（東京）                                   | 「愛と狂気のマーケット」にて販売 |
| 2024年3月1日 - 4月3日          | グッズ、日本現代うつわ論 | 小杉湯（東京）                                           | 「銭湯ギャラリーby小杉湯」にて販売 |
| 2024年3月26日 - 31日           | 作品 | The Artcomplex Center of Tokyo（東京）                   | 「EXTRA ART」にて販売 |
| 2024年3月30日                  | 日本現代うつわ論、作品 | TOCビル（東京）                                          | 「ゲンロン・シラスコミュニティマーケット」にて販売 |
| 2024年5月19日                  | 日本現代うつわ論、作品、グッズ | 東京流通センター第二展示場Fホール（東京）                | 「文学フリマ東京38」にて販売 |
| 2024年7月14日                  | 日本現代うつわ論、作品、グッズ | 東京文具共和会館4階（東京）                              | 「星々文芸博2024」にて販売 |
| 2025年3月22日                  | 日本現代うつわ論、作品 | CITY HALL & GALLERY GOTANDA（東京）                      | 「ゲンロン・シラスコミュニティマーケット」にて販売 |
| 2025年5月11日                  | 日本現代うつわ論、作品、グッズ | 東京ビッグサイト南3·4ホール（東京）                      | 「文学フリマ東京40」にて販売 |
| 2025年6月17日 - 29日           | 作品 | The Artcomplex Center of Tokyo（東京）                   | 掘り出しモノ続々！「ART MART in ACT」にて販売 |

## メディア

### 雑誌・単行本等
| 日             | 種別             | 媒体                                             | 内容 |
| -------------- | ---------------- | ------------------------------------------------ | --- |
| 2005年4月29日  | 新聞             | 毎日新聞                                         | 「アートの窓」に作品「昼下がりの少女」掲載                                                                                                  |
| 2007年10月     | フリーCDマガジン | CINRA MAGAZINE Volume15                          | インタビュー掲載 |
| 2007年12月5日  | 雑誌             | Hir@gana Times 2008年1月号                       | 「Japanese Pop Culture」のコーナーで紹介 |
| 2009年11月25日 | 雑誌             | ぱーぷる 2009年12月号                            | 奈良のタウン情報誌にインタビュー掲載 |
| 2011年4月20日  | 雑誌             | 月刊美術 2011年5月号                             | －アートシーンを照らす希望の星たち～完売作家2011－に掲載                                                                                    |
| 2011年5月20日  | 雑誌             | 月刊美術 2011年6月号                             | 「虎の子の一点」コーナーにて作品掲載 |
| 2011年8月13日  | CDブック         | Transit Lounge                                   | 総合クリエイティブサークル"s10rw"プレゼンツの、ソーシャルネットワークを通じて繋がったクリエイターによって創られたCD＋BOOK。イラストで参加。 |
| 2011年9月20日  | 雑誌             | 月刊美術 2011年10月号                            | 「現代アートの新鋭」コーナーにて個展情報・作品掲載                                                                                          |
| 2011年9月      | フリーマガジン   | art_icle 10月号                                  | 個展情報、表紙に作品「ときとし」掲載 |
| 2011年10月18日 | 雑誌             | Web Desining 2011年11月号                        | 「今月のアーティスト」コーナーに情報掲載 |
| 2011年11月21日 | 雑誌             | 月刊美術 2011年12月号                            | 「完売作家2011 下半期」特集にて作品紹介 |
| 2011年12月24日 | 雑誌             | 月刊アートコレクター 2012年1月号                 | 「描かれた美しき女 BEST40」に作品「幽花」「蠢く芽」掲載                                                                                     |
| 2012年2月25日  | 雑誌             | 月刊アートコレクター 2012年3月号                 | 「アトコレ・アワード」にて、山本冬彦による作品評                                                                                            |
| 2012年3月21日  | 雑誌             | 月刊美術 2012年4月号                             | 大槻香奈・永井綾・中村至宏 三人展「祈らずとも春は来る」の情報掲載                                                                           |
| 2012年9月20日  | 雑誌             | 月刊美術 2012年10月号                            | 個展「みんなからのなか」紹介 |
| 2012年11月20日 | 雑誌             | 月刊美術 2012年12月号                            | 記事掲載 |
| 2012年12月     | フリーマガジン   | SHAKE ART! vol.10                                | 作品掲載 |
| 2012年12月20日 | 雑誌             | 月刊美術 2013年1月号                             | 記事掲載 |
| 2013年1月      | ネットマガジン   | visualog magazine                                | 「大槻香奈の実験少女マンガ」連載開始 |
| 2013年5月22日  | 単行本           | ILLUSTRATION 2013                                | 『今』を象徴する人気イラストレーター・絵師150人を取り上げたオムニバス本                                                                     |
| 2013年12月15日 | フリーペーパー   | 隔月間ハート Vol.10 2014年1月号                  | インタビュー掲載 |
| 2013年12月20日 | 雑誌             | 月刊美術 2014年1月号                             | 「イチオシ作家2014」コーナーにて紹介 |
| 2014年1月27日  | 単行本           | トーキングヘッズ叢書 No.57                       | 個展「生処に帰す」についての記事掲載 |
| 2014年2月20日  | 雑誌             | 月刊美術 2014年8月号                             | 個展「生処に帰す」についての記事掲載 |
| 2014年4月23日  | ムック           | イラストノート No.30                             | 「新旋風！100人のイラストレーター」にて紹介                                                                                                 |
| 2014年5月23日  | 単行本           | ILLUSTRATION 2014                                | 『今』を象徴するイラストレーター150名が集結した『究極』のイラストレーター・ファイル                                                         |
| 2014年7月22日  | 雑誌             | 月刊美術 2014年8月号                             | 「イチオシ特集」にて作品紹介 |
| 2014年11月20日 | 雑誌             | 月刊美術 2014年12月号                            | 「イチオシ作家2014」のコーナーにて作品紹介                                                                                                  |
| 2015年3月20日  | 雑誌             | 月刊美術 2015年4月号                             | 「みる景色、みえる景色」紹介記事掲載 |
| 2015年5月12日  | ムック           | 現代美術 アーティストファイルⅣ                   | 作品掲載 |
| 2015年5月20日  | 雑誌             | 月刊美術 2015年6月号                             | 「人物画evolution」にて篠原愛×大槻香奈 対談                                                                                                 |
| 2015年6月13日  | 新聞             | 北陸中日新聞                                     | 二人展「ずっと遠くの、今ここで」についての記事掲載                                                                                          |
| 2015年6月16日  | 単行本           | 別冊TH ExtrART file.05                           | 大槻香奈実験室「かみ解体ドローイング/東京編」についての記事掲載                                                                             |
| 2015年10月17日 | 雑誌             | イラストレーション 2015年12月号                  | インタビュー掲載 |
| 2015年11月6日  | 単行本           | ILLUSTRATION 2016                                | 作品掲載＆インタビュー公開 |
| 2015年12月15日 | ウェブマガジン   | くぼ田あずさ著「スイートセブンティーン」         | 挿絵 |
| 2016年10月20日 | 雑誌             | 月刊美術 2016年11月号                            | インタビュー掲載 |
| 2017年5月27日  | ムック           | ユリイカ 2017年6月号                             | エッセイ「向き合う鏡の狭間で」を寄稿 |
| 2017年7月19日  | 単行本           | 小説-BOC-6                                       | 特集「女子高生さくら」挿絵担当 |
| 2017年8月9日   | ムック           | ユリイカ 2017年9月臨時増刊号                     | 「総特集 幾原邦彦」にて対談 |
| 2017年11月1日  | 単行本           | 月刊ギャラリー 2017年vol.11                      | インタビュー掲載 |
| 2018年3月30日  | 単行本           | クリエイターのためのセルフブランディング全力授業 | インタビュー掲載 |
| 2018年4月20日  | 雑誌             | 月刊美術 2018年5月号                             | 「心奪われる作家たち」特集にて作家（きりさき、北浦朋恵、吉田有花）推薦の文章掲載                                                            |
| 2018年5月19日  | 雑誌             | 月刊美術 2018年6月号                             | 画集『その赤色は少女の瞳』紹介 |
| 2018年6月1日   | 単行本           | 月刊ギャラリー 2018年vol.6                       | 個展「人形と幽霊」についての記事掲載 |
| 2018年11月20日 | 雑誌             | 月刊美術 2018年12月号                            | 個展「祝福、ふたたび」についての記事掲載 |
| 2019年4月25日  | 単行本           | トーキングヘッズ叢書 No.78                       | 写真個展「人形の住む家」についての記事掲載                                                                                                  |
| 2019年6月27日  | フリーペーパー   | 河北ウイークリーせんだい VOL.586                 | 個展「いびつな星と自由の彼方」についての記事掲載                                                                                            |
| 2019年7月9日   | 新聞             | 河北新報夕刊                                     | 個展「いびつな星と自由の彼方」についての記事掲載                                                                                            |
| 2020年5月25日  | 雑誌             | 月刊アートコレクターズ 2020年6月号               | 「アートを買って家に飾ろう！」に作品「時をつなぐ」「ハンカチのむこう」「ここからすべて」掲載                                                |
| 2020年7月22日  | 雑誌             | 月刊アートコレクターズ 2020年8月号               | 「My キャラクターアート」に作品「甘い空」掲載                                                                                               |
| 2020年10月14日 | 単行本           | 村田兼一 写真集「女神の棲家」                    | あとがき「閉じた少女性を解き放つ」を寄稿 |
| 2020年11月20日 | 雑誌             | 月刊美術 2020年12月号                            | 「いま狙いたい！ネクストブレイク×40人」特集にて作家（藤川さき）推薦の文章掲載                                                               |
| 2021年8月25日  | 雑誌             | 月刊アートコレクターズ 2021年9月号               | 「今月の展覧会ガイド」に個展「かぜとかゆ（風邪と粥）」情報・作品「うまれた日」掲載                                                          |
| 2024年7月30日  | 単行本           | トーキングヘッズ叢書 No.99                       | 表紙に作品「壊れてない星」掲載、作品集『ゆめの傷口』紹介                                                                                    |
| 2024年12月19日 | 雑誌             | 月刊美術 2025年1月号                             | 「令和のアートシーンを彩る - 現代美術&立体・工芸×6」にて紹介                                                                                |
| 2025年3月26日  | 単行本           | ExtrART file.44                                  | 個展「少女」についての記事掲載 |

### インターネット
| 日             | 種別       | 媒体              | 内容                                                                                   |
| -------------- | ---------- | ----------------- | -------------------------------------------------------------------------------------- |
| 2009年2月23日  | ネット記事 | CINRA.NET         | ピックアップアーティスト                                                               |
| 2011年10月7日  | ネット記事 | CINRA.NET         | 個展「乳白の街」紹介                                                                   |
| 2011年12月     | ネット記事 | DESIGN GARDEN     | ネット通販サイトにインタビュー記事【美術作家・大槻香奈の語る少女のココロとセカイ】掲載 |
| 2015年3月1日   | ネット記事 | artscape          | 大槻香奈実験室その2「かみ解体ドローイング」についての記事掲載                          |
| 2015年10月29日 | ネット記事 | ondo online store | 【interview】美術作家・大槻香奈が4年越しに語る、個展『乳白の街』                       |
| 2015年11月18日 | ネット記事 | MarkeZine         | 大槻香奈にとって『ILLUSTRATION 2016』の本当の意味とは？ - 刊行記念インタビュー前編     |
| 2015年11月25日 | ネット記事 | MarkeZine         | 大槻香奈は生きるために絵を描く - 『ILLUSTRATION 2016』刊行記念インタビュー後編         |
| 2017年11月3日  | ネット記事 | ondo online store | 【interview Vol.02】蛹になる意思を表現した、個展『みんなからのなか』を語る。           |
| 2018年5月22日  | ネット記事 | ウェブ版美術手帖  | 個展「人形と幽霊」についての記事掲載                                                   |
| 2019年12月21日 | ネット記事 | Cafe LOSER        | 「アーティスト相談お茶会」に関するインタビュー掲載                                     |
| 2020年7月1日   | ネット記事 | artscape          | 個展「2020年 東京観光」についての記事掲載                                              |
| 2020年7月20日  | ネット記事 | maison shintenchi | 大槻香奈と個展「2020年の夏祭り」についてのインタビュー掲載                             |
| 2024年4月24日  | ネット記事 | 白白庵            | 個展「死んじゃいけない星」についてのインタビュー掲載                                   |
| 2024年5月10日  | ネット記事 | 現代ビジネス      | 稲垣諭 著『「くぐり抜け」の哲学』（講談社）書評を寄稿                                  |
| 2024年11月14日 | ネット記事 | webゲンロン       | エッセイ「少女を描いてきた美術作家がシラスでお茶会を開くまで」を寄稿                   |

### 映像
| 日             | 種別               | 媒体         | 内容                                                                                   |
| -------------- | ------------------ | ------------ | -------------------------------------------------------------------------------------- |
| 2009年3月16日  | 動画               | YouTube      | 個展「生み出す無」展示風景動画                                                         |
| 2009年10月20日 | 映画               | アンを探して | 主人公・杏里が描く絵として劇中に作品使用                                               |
| 2011年11月1日  | 動画               | YouTube      | 個展「乳白の街」展示風景動画                                                           |
| 2012年3月20日  | 動画               | YouTube      | ASK? vol.3 石橋圭吾×大槻香奈トークイベント動画                                         |
| 2013年1月16日  | 動画               | YouTube      | 個展「みんなからのなか」展示風景動画                                                   |
| 2014年2月25日  | テレビ             | J:COM TV     | おちゃのこSaiSai「今週のいらっSai」コーナー出演                                        |
| 2016年6月22日  | ミュージックビデオ | YouTube      | 上北健「ブルータウン｜BLUETOWN」MusicVideoに出演                                       |
| 2017年9月15日  | 動画               | YouTube      | 嵯峨美術大学・嵯峨美術短期大学 大槻香奈 制作工房「あたらしい家」アートプロジェクト動画 |
| 2017年12月25日 | 動画               | YouTube      | 「THE PUBLIQ」スマホ型のインタビュー動画                                               |
| 2020年9月2日   | 動画               | YouTube      | 個展「誰でもない僕ら 誰でもないまま」展示風景動画                                      |
| 2021年9月1日   | 動画               | YouTube      | 個展「かぜとかゆ（風邪と粥）」展示風景動画                                             |
| 2022年11月23日 | 動画               | YouTube      | 個展「世界の肌理を」展示風景動画                                                       |
| 2023年12月15日 | 動画               | YouTube      | 個展「ラブとへいわ」展示風景動画                                                       |
| 2025年1月22日  | 動画               | YouTube      | 個展「少女」展示風景動画                                                               |

### その他
| 日                  | 種別               | 媒体                                           | 内容                                                                   |
| ------------------- | ------------------ | ---------------------------------------------- | ---------------------------------------------------------------------- |
| 2007年10月          | 宣伝ビジュアル     | Minami Go! Round!                              | FM802が毎秋大阪ミナミで展開するキャンペーン                            |
| 2011年11月11日      | コメント           | Calmloop「From between the clouds EP」         | 作品についてのコメント執筆                                             |
| 2011年12月7日       | イメージイラスト   | ニコニコ動画                                   | yuxuki wagaの楽曲［Light Falls］に初音ミクのイラスト提供               |
| 2016年5月7日        | ツアーパンフレット | fhána「What a Wonderful World Line Tour 2016」 | ツアーパンフレットの表紙イラストレーションを担当                       |
| 2017年4月14日       | ツアーパンフレット | fhána「Looking for the World Atlas Tour 2017」 | ツアーパンフレットの表紙イラストレーションを担当                       |
| 2018年5月27日       | ツアーパンフレット | fhána「World Atlas Tour 2018」                 | ツアーパンフレットの装画を担当                                         |
| 2020年12月27日      | ポストカード       | hima://KAWAGOEラスト画集制作プロジェクト       | ゲスト作家としてhima://KAWAGOEをイメージしたポストカードのイラスト提供 |
| 2025年8月1日 - 31日 | コメント           | 1つだけ美術館「mishmash」                      | 展示作品についてのコメント                                             |
| 2025年8月7日        | 壁紙               | ヰ世界情緒 -ヰ世界電子通信部-                  | YouTubeメンバーシップ限定壁紙のイラスト提供                            |

## イベント等

### イベント
| 日                   | 種別           | 会場                             | 内容 |
| -------------------- | -------------- | -------------------------------- | --- |
| 2011年2月16日        | トークイベント | ギャラリー・アセンス美術（大阪） | 青山裕企 写真展『思春期 -youthful-』オープニング・イベント「“両想い”トーク＆スライドショウ」                     |
| 2011年10月22日       | トークイベント | neutron tokyo（東京）            | TransitLoungeの責任編集を務める佐藤純一と個展「乳白の街」についてのトークイベント。                              |
| 2012年1月14日        | トークイベント | ギャラリー・アセンス美術（大阪） | 青山裕企 全著作展『AOYAMA BOOK FESTIVAL '12 OSAKA』会場にて青山裕企とのトークイベント                            |
| 2012年4月13日        | シンポジウム   | UrBANGUILD（京都）               | 「neutron night 2」内のシンポジウム「3.11後の世界で表現すること～SNSとローカリズムとJAPANOLOGYの地平に～」に参加 |
| 2012年12月15日       | トークイベント | 和田画廊（東京）                 | 青山裕企個展『 [記号的] ⇆ [個性的] 』トークショー参加                                                            |
| 2016年2月6日         | トークイベント | YUKAI HANDS Gallery（東京）      | TALK EVENT “大槻香奈（美術作家）× 青山裕企（写真家）”                                                            |
| 2016年5月29日        | トークイベント | 和田画廊（東京）                 | 青山裕企 写真展「世界の終わりと恋の始まり -SCHOOLGIRL COMPLEX in Iceland-」トークショー参加                      |
| 2017年4月18日        | トークイベント | 蔦屋書店（東京）                 | 代官山文学ナイト:新井素子トークショーvol.5に参加                                                                 |
| 2017年6月17日        | トークイベント | MOGURA CAFE（兵庫）              | ギャラリー創治朗 開廊2周年記念展「創治朗#2」1期・2期出展作家全員登壇でのアーティストトークに参加                 |
| 2018年5月12日        | トークイベント | Gallery Yukihira（東京）         | きりさき「ドローイング展」のトークイベント「きりさき会議2018」に参加                                             |
| 2018年10月13日       | トークイベント | 双子のライオン堂（東京）         | 大槻香奈『その赤色は少女の瞳』の読書会 第二部トークショー                                                        |
| 2020年11月22日       | 読書会         | Zoom                             | 大槻香奈が影響を受けた本、ユクスキュル / クリサート 著『生物から見た世界』（岩波文庫）のオンライン読書会・第1回  |
| 2021年3月21日        | 読書会         | Zoom                             | 大槻香奈が影響を受けた本、河合隼雄 著『中空構造日本の深層』（中公文庫）のオンライン読書会・第2回                 |
| 2021年12月19日       | 読書会         | Zoom                             | 大槻香奈が企画した本、『日本現代うつわ論1』（ゆめしか出版）のオンライン読書会・第3回                             |
| 2022年11月8日        | トークイベント | AMPCafe（東京）                  | 「サイトウケイスケ生誕祭2022」のトークゲスト「サイトウケイスケ＆大槻香奈の公開相談お茶会」に参加                 |
| 2022年12月17日       | 読書会         | Zoom                             | 大槻香奈がディレクションした本、『日本現代うつわ論2』（ゆめしか出版）のオンライン読書会・第4回                   |
| 2023年6月7日         | お絵かき会     | こぐま座α（埼玉）                | 「田舎のおばあちゃんちで絵を描いて遊ぶ！」をコンセプトに「秩父お絵かき会！」開催                                 |
| 2023年6月25日        | お絵かき会     | 比叡平（滋賀）                   | 「石を描いて遊ぶ！」をテーマに「石と遊ぶお絵かき会」開催                                                         |
| 2023年12月2日        | トークイベント | AL (東京)                        | 青山裕企 写真展『少女礼讃 naked.』のトークイベント「少女を撮ること、少女を描くこと」に参加                       |
| 2023年12月16日       | 読書会         | Zoom                             | 大槻香奈がディレクションした本、『日本現代うつわ論3』（ゆめしか出版）のオンライン読書会・第5回                   |
| 2024年3月30日        | トークイベント | TOCビル (東京)                   | ゲンロン友の会 第14期総会『人間拡張』のトーク「大槻香奈の芸術お茶会」に参加                                      |
| 2024年9月14日 - 16日 | お絵かき会     | こぐま座α（埼玉）                | 大槻香奈とゆるっと絵を描いたりして遊ぶ会                                                                         |
| 2025年3月22日        | トークイベント | シラススタジオ (東京)            | ゲンロン友の会 第15期総会『雑談復活』の交流「雑談は五反田から始まった－シラサーと語ろう」に参加                  |

### ワークショップ
| 開催期間                                               | タイトル                                                                    | 会場                                   | 備考                                                              |
| ------------------------------------------------------ | --------------------------------------------------------------------------- | -------------------------------------- | ----------------------------------------------------------------- |
| 2015年11月28日                                         | アクリラガッシュで描く少女                                                  | 日仏会館（東京）                       | エンジョイペインティング フェア 2015 in TOKYO                     |
| 2016年2月21日                                          | 少女のポートレートを描こう。                                                | YUKAI HANDS Gallery（東京）            |                                                                   |
| 2016年3月19日                                          | 少女のポートレートを描こう。                                                | YUKAI HANDS Gallery（東京）            |                                                                   |
| 2016年4月9日                                           | 少女のポートレートを描こう。                                                | YUKAI HANDS Gallery（東京）            |                                                                   |
| 2016年5月22日                                          | 少女のポートレートを描こう。                                                | YUKAI HANDS Gallery（東京）            |                                                                   |
| 2016年6月11日                                          | 少女のポートレートを描こう。                                                | YUKAI HANDS Gallery（東京）            |                                                                   |
| 2016年6月12日                                          | -1day-アーティスト活動塾【第1回・アーティスト活動を始めるために必要な事】   | YUKAI HANDS Gallery（東京）            | 下田ひかり・大槻香奈ワークショップ                                |
| 2016年7月9日                                           | 少女のポートレートを描こう。                                                | YUKAI HANDS Gallery（東京）            |                                                                   |
| 2016年7月26日                                          | -1day-アーティスト活動塾【第2回・アーティスト活動におけるお金の事について】 | YUKAI HANDS Gallery（東京）            | 下田ひかり・大槻香奈ワークショップ                                |
| 2016年8月5日 - 6日、8日、16日、19日 - 20日、25日、27日 | 夏のお絵かき塾                                                              | ondo tosabori（大阪）                  | 大槻香奈 作品展                                                   |
| 2016年8月9日、23日、26日                               | 夏のお絵かき塾                                                              | ondo tosabori（大阪）                  | 少女のポートレイトを描こう                                        |
| 2016年8月17日 - 18日                                   | 夏のお絵かき塾                                                              | ondo tosabori（大阪）                  | 大槻香奈×下田ひかり 1dayアーティスト活動塾                        |
| 2016年8月24日                                          | 夏のお絵かき塾                                                              | ondo tosabori（大阪）                  | 一発描きでお絵かき会                                              |
| 2016年8月19日                                          | 自分の年齢をタイトルに絵を描こう                                            | 伊丹市立天王寺川中学校（兵庫）         | 中学校の美術部に出張ワークショップ                                |
| 2018年8月4日 - 5日                                     | ミラー作品を作ろう！                                                        | Gallery Yukihira（東京）               | アクリル板を使ったミラー絵の作品のワークショップ                  |
| 2019年10月4日 - 13日                                   | アーティスト相談お茶会                                                      | 国立駅付近（東京）                     | 大槻香奈と一対一で相談できるお茶会 2019年9月12日に第1弾募集開始   |
| 2019年10月19日 - 20日                                  | アーティスト相談お茶会                                                      | 肥後橋駅付近（大阪）                   | 大槻香奈と一対一で相談できるお茶会 2019年9月12日に第1弾募集開始   |
| 2019年11月27日 - 28日、30日 - 12月1日、6日 - 12日      | アーティスト相談お茶会                                                      | 四谷三丁目駅付近（東京）               | 大槻香奈と一対一で相談できるお茶会 2019年10月24日に第2弾募集開始  |
| 2019年12月17日 - 18日、21日                            | アーティスト相談お茶会                                                      | 京都駅付近（京都）                     | 大槻香奈と一対一で相談できるお茶会 2019年10月24日に第2弾募集開始  |
| 2020年1月15日 - 19日                                   | アーティスト相談お茶会                                                      | 四谷三丁目駅付近（東京）               | 大槻香奈と一対一で相談できるお茶会 2019年12月21日に第3弾募集開始  |
| 2020年1月31日 - 2月2日                                 | アーティスト相談お茶会                                                      | 肥後橋駅付近（大阪）                   | 大槻香奈と一対一で相談できるお茶会 2019年12月21日に第3弾募集開始  |
| 2020年2月15日 - 23日                                   | アーティスト相談お茶会                                                      | 清澄白河駅付近（東京）                 | 大槻香奈と一対一で相談できるお茶会 2019年12月21日に第3弾募集開始  |
| 2020年3月14日 - 16日、27日 - 29日                      | アーティスト相談お茶会                                                      | 東京都内（東京）                       | 大槻香奈と一対一で相談できるお茶会 2020年2月27日に第4弾募集開始   |
| 2020年5月30日 - 6月4日                                 | アーティスト相談お茶会                                                      | 神保町駅付近（東京）                   | 大槻香奈と一対一で相談できるお茶会 2020年5月23日に第5弾募集開始   |
| 2020年7月26日、8月9日 - 10日、15日 - 16日              | アーティスト相談お茶会                                                      | 池袋駅・国立駅付近（東京）             | 大槻香奈と一対一で相談できるお茶会 2020年7月13日に第6弾募集開始   |
| 2020年9月6日、8日 - 12日、15日 - 19日                  | アーティスト相談お茶会                                                      | 四谷三丁目駅・国立駅付近（東京）       | 大槻香奈と一対一で相談できるお茶会 2020年9月2日に第7弾募集開始    |
| 2020年11月7日 - 8日、14日 - 15日、21日、23日           | アーティスト相談お茶会                                                      | 池袋駅・国立駅付近（東京）             | 大槻香奈と一対一で相談できるお茶会 2020年10月12日に第8弾募集開始  |
| 2021年3月8日、10日 - 14日、18日、22日、24日 - 31日     | アーティスト相談お茶会                                                      | 池袋駅・国立駅付近（東京）             | 大槻香奈と一対一で相談できるお茶会 2021年2月27日に第9弾募集開始   |
| 2021年5月1日 - 9日、22日 - 30日                        | アーティスト相談お茶会                                                      | 東京都内（東京）                       | 大槻香奈と一対一で相談できるお茶会 2021年4月19日に第10弾募集開始  |
| 2021年6月23日 - 28日、7月3日 - 4日、10日、23日 - 26日  | アーティスト相談お茶会                                                      | 東京都内（東京）                       | 大槻香奈と一対一で相談できるお茶会 2021年6月12日に第11弾募集開始  |
| 2021年8月28日 - 29日                                   | 一般相談お茶会                                                              | Zoom                                   | 大槻香奈と一対一で相談できる一般向けオンラインお茶会              |
| 2021年12月1日 - 7日                                    | アーティスト相談お茶会                                                      | 東京都内（東京）                       | 大槻香奈と一対一で相談できるお茶会 2021年11月24日に第12弾募集開始 |
| 2021年12月17日                                         | アーティスト相談お茶会                                                      | 京都駅周辺（京都）                     | 大槻香奈と一対一で相談できるお茶会 2021年11月24日に第12弾募集開始 |
| 2022年1月15日                                          | アーティスト相談お茶会                                                      | 京都駅〜烏丸御池駅周辺（京都）         | 大槻香奈と一対一で相談できるお茶会 2022年1月8日に第13弾募集開始   |
| 2022年1月23日、26日 - 31日                             | アーティスト相談お茶会                                                      | 東京都内（東京）                       | 大槻香奈と一対一で相談できるお茶会 2022年1月8日に第13弾募集開始   |
| 2022年3月23日 - 25日、4月4日、11日 - 15日、17日        | アーティスト相談お茶会                                                      | 東京都内（東京）                       | 大槻香奈と一対一で相談できるお茶会 2022年3月21日に第14弾募集開始  |
| 2022年4月22日                                          | アーティスト相談お茶会                                                      | 京都駅〜烏丸御池駅周辺（京都）         | 大槻香奈と一対一で相談できるお茶会 2022年3月21日に第14弾募集開始  |
| 2022年5月20日 - 21日、24日                             | アーティスト相談お茶会                                                      | 名古屋（愛知）                         | 大槻香奈と一対一で相談できるお茶会 2022年5月11日に第15弾募集開始  |
| 2022年5月25日                                          | アーティスト相談お茶会                                                      | 京都駅〜烏丸御池駅周辺（京都）         | 大槻香奈と一対一で相談できるお茶会 2022年5月11日に第15弾募集開始  |
| 2022年6月3日 - 6日、10日 - 12日                        | アーティスト相談お茶会                                                      | 神保町駅近く（東京）                   | 大槻香奈と一対一で相談できるお茶会 2022年5月11日に第15弾募集開始  |
| 2022年8月16日 - 22日、29日                             | アーティスト相談お茶会                                                      | 東京都内（東京）                       | 大槻香奈と一対一で相談できるお茶会 2022年8月4日に第16弾募集開始   |
| 2022年12月10日 - 13日、16日、19日、26日 - 27日         | アーティスト相談お茶会                                                      | 東京都内（東京）                       | 大槻香奈と一対一で相談できるお茶会 2022年12月5日に第17弾募集開始  |
| 2023年2月12日                                          | #ゆめしかワークショップ01                                                   | Zoom                                   | 絵を描く・観る・話すオンラインワークショップ                      |
| 2023年3月11日 - 13日、15日 - 17日、21日                | アーティスト相談お茶会                                                      | 東京都内（東京）                       | 大槻香奈と一対一で相談できるお茶会 2023年2月28日に第18弾募集開始  |
| 2023年3月21日                                          | 色を体感しよう #ゆめしかワークショップ02                                    | Zoom                                   | 色を体感しようオンラインワークショップ                            |
| 2023年4月25日                                          | アーティスト相談お茶会                                                      | 名古屋（愛知）                         | 大槻香奈と一対一で相談できるお茶会 2023年4月11日に第19弾募集開始  |
| 2023年4月28日                                          | アーティスト相談お茶会                                                      | 京都（京都）                           | 大槻香奈と一対一で相談できるお茶会 2023年4月11日に第19弾募集開始  |
| 2023年4月30日、5月13日 - 14日                          | アーティスト相談お茶会                                                      | 東京（東京）                           | 大槻香奈と一対一で相談できるお茶会 2023年4月11日に第19弾募集開始  |
| 2023年7月26日、29日                                    | アーティスト相談お茶会 in ACT                                               | The Artcomplex Center of Tokyo（東京） | 大槻香奈と相談できるお茶会                                        |
| 2023年8月10日 - 20日                                   | アーティスト相談お茶会                                                      | 東京（東京）                           | 大槻香奈と一対一で相談できるお茶会 2023年8月4日に第20弾募集開始   |
| 2023年8月22日 - 28日                                   | アーティスト相談お茶会                                                      | 京都（京都）                           | 大槻香奈と一対一で相談できるお茶会 2023年8月4日に第20弾募集開始   |
| 2023年8月22日 - 28日                                   | アーティスト相談お茶会                                                      | 奈良（奈良）                           | 大槻香奈と一対一で相談できるお茶会 2023年8月4日に第20弾募集開始   |
| 2023年8月8日 - 28日                                    | アーティスト相談お茶会                                                      | Zoom                                   | 大槻香奈と一対一で相談できるお茶会 2023年8月4日に第20弾募集開始   |
| 2023年10月14日 - 22日                                  | アーティスト相談お茶会                                                      | 東京（東京）                           | 大槻香奈と一対一で相談できるお茶会 2023年10月6日に第21弾募集開始  |
| 2023年10月28日 - 31日                                  | アーティスト相談お茶会                                                      | 京都（京都）                           | 大槻香奈と一対一で相談できるお茶会 2023年10月6日に第21弾募集開始  |
| 2023年10月28日 - 31日                                  | アーティスト相談お茶会                                                      | 奈良（奈良）                           | 大槻香奈と一対一で相談できるお茶会 2023年10月6日に第21弾募集開始  |
| 2023年11月18日、20日、23日 - 24日、26日 - 27日         | ちちぶで遊んで帰る会！                                                      | こぐま座α（埼玉）                      | 大槻香奈 作品展示                                                 |
| 2023年11月19日                                         | ちちぶで遊んで帰る会！                                                      | こぐま座α（埼玉）                      | 秩父お絵かき会                                                    |
| 2023年11月20日、23日、26日                             | ちちぶで遊んで帰る会！                                                      | こぐま座α（埼玉）                      | あなたの少女と詩を描きます                                        |
| 2023年11月25日                                         | ちちぶで遊んで帰る会！                                                      | こぐま座α（埼玉）                      | 人物クロッキー会                                                  |
| 2023年12月17日、19日 - 23日、26日 - 29日               | アーティスト相談お茶会                                                      | 東京（東京）                           | 大槻香奈と一対一で相談できるお茶会 2023年11月15日に第22弾募集開始 |
| 2023年12月12日、15日                                   | アーティスト相談お茶会                                                      | 京都（京都）                           | 大槻香奈と一対一で相談できるお茶会 2023年11月15日に第22弾募集開始 |
| 2023年12月12日、15日                                   | アーティスト相談お茶会                                                      | 奈良（奈良）                           | 大槻香奈と一対一で相談できるお茶会 2023年11月15日に第22弾募集開始 |
| 2024年2月8日 - 14日、17日 - 18日、21日 - 25日          | アーティスト相談お茶会                                                      | 東京（東京）                           | 大槻香奈と一対一で相談できるお茶会 2024年1月29日に第23弾募集開始  |
| 2024年3月5日、12日 - 19日、24日                        | アーティスト相談お茶会                                                      | 東京（東京）                           | 大槻香奈と一対一で相談できるお茶会 2024年2月27日に第24弾募集開始  |
| 2024年6月16日 - 17日、21日、23日                       | アーティスト相談お茶会                                                      | 名古屋（愛知）                         | 大槻香奈と一対一で相談できるお茶会 2024年5月24日に第25弾募集開始  |
| 2024年6月18日 - 20日                                   | アーティスト相談お茶会                                                      | 京都（京都）                           | 大槻香奈と一対一で相談できるお茶会 2024年5月24日に第25弾募集開始  |
| 2024年6月18日 - 20日                                   | アーティスト相談お茶会                                                      | 奈良（奈良）                           | 大槻香奈と一対一で相談できるお茶会 2024年5月24日に第25弾募集開始  |
| 2024年6月26日 - 30日                                   | アーティスト相談お茶会                                                      | 東京（東京）                           | 大槻香奈と一対一で相談できるお茶会 2024年5月24日に第25弾募集開始  |
| 2024年7月19日                                          | 野菜スタンプで絵を描こう！                                                  | 休暇村奥武蔵（埼玉）                   | 個展「山の茶室で展示する」に伴うワークショップ                    |
| 2024年10月28 - 11月1日、10日 - 13日                    | アーティスト相談お茶会                                                      | 東京（東京）                           | 大槻香奈と一対一で相談できるお茶会 2024年10月14日に第26弾募集開始 |
| 2024年12月4 - 7日、10日、16日、26日 - 29日             | アーティスト相談お茶会                                                      | 東京（東京）                           | 大槻香奈と一対一で相談できるお茶会 2024年11月29日に第27弾募集開始 |
| 2024年12月12日、14日                                   | アーティスト相談お茶会                                                      | 京都（京都）                           | 大槻香奈と一対一で相談できるお茶会 2024年11月29日に第27弾募集開始 |
| 2025年3月1日 - 7日、9日 - 14日、16日                   | アーティスト相談お茶会                                                      | 東京（東京）                           | 大槻香奈と一対一で相談できるお茶会 2025年2月21日に第28弾募集開始  |
| 2025年5月4日 - 10日                                    | アーティスト相談お茶会                                                      | 東京（東京）                           | 大槻香奈と一対一で相談できるお茶会 2025年4月19日に第29弾募集開始  |
| 2025年5月15日 - 16日、18日                             | アーティスト相談お茶会                                                      | 名古屋（愛知）                         | 大槻香奈と一対一で相談できるお茶会 2025年4月19日に第29弾募集開始  |
| 2025年5月27日 - 28日、31日                             | アーティスト相談お茶会                                                      | 京都（京都）                           | 大槻香奈と一対一で相談できるお茶会 2025年4月19日に第29弾募集開始  |
| 2025年5月27日 - 28日、31日                             | アーティスト相談お茶会                                                      | 奈良（奈良）                           | 大槻香奈と一対一で相談できるお茶会 2025年4月19日に第29弾募集開始  |